# Lusitania (Schiff, 1907)
Die Lusitania war ein Passagierschiff der britischen Reederei Cunard Line. Das nach der römischen Provinz Lusitania benannte Schiff wurde ab 1907 als Royal Mail Ship im Transatlantikverkehr zwischen Liverpool und New York City eingesetzt und war bis zur Indienststellung des Schwesterschiffs Mauretania das größte Schiff der Welt. Die beiden Turbinenschiffe setzten bei Abmessungen, Antrieb und Ausstattung neue Maßstäbe im Schiffbau und stellten einen wesentlichen Entwicklungsschritt hin zum modernen Passagierschiff dar.
Im Ersten Weltkrieg wurde die Lusitania am 7. Mai 1915 von U 20, einem U-Boot der deutschen Kaiserlichen Marine, vor der Südküste Irlands versenkt, wobei 1.198 Menschen ums Leben kamen. Die Proteste der USA wegen des Todes von 128 US-Amerikanern (Lusitania-Affäre) führten zur Einstellung des uneingeschränkten U-Boot-Kriegs durch das Deutsche Reich bis zum Februar 1917. Gemessen an der Zahl der Todesopfer war die Versenkung der Lusitania der größte Schiffsverlust im Ersten Weltkrieg, hinsichtlich der Tonnage der drittgrößte Verlust nach dem der Britannic 1916 und dem der Justicia 1918.

## Vorgeschichte und Bau
Planung und Bau der Lusitania fielen in eine Zeit, in der sich das Vereinigte Königreich Großbritannien und Irland – seit Ende des 17. Jahrhunderts die führende Seemacht – der wachsenden Konkurrenz aufstrebender Staaten wie des Deutschen Reichs und der USA ausgesetzt sah. Neben dem Wettrüsten zur See, das nach 1898 mit dem Ausbau der deutschen Kriegsflotte einsetzte, sah die britische Öffentlichkeit zwei weitere Punkte als symptomatisch dafür an:
- Das Blaue Band für die schnellste Atlantiküberquerung wurde seit November 1897 von deutschen Schiffen gehalten; zuletzt hatten es 1903 die Deutschland auf Westfahrt und 1904 Kaiser Wilhelm II. auf Ostfahrt errungen.
- Die amerikanische International Mercantile Marine Company, die auf Initiative des amerikanischen Bankiers John Pierpont Morgan entstanden war, kaufte zahlreiche Reedereien auf – darunter auch die britische White Star Line –, um sich eine Monopolstellung zu sichern.

Letzteres beunruhigte auch die britische Admiralität. Denn im Kriegsfall pflegte sie für die Royal Navy Personal der Handelsmarine zu rekrutieren – und wollte diese daher nicht in ausländischen Händen wissen. Sie unterstützte daher ein Projekt der Cunard Line, mit dem diese ihre Wettbewerbsposition gegenüber Morgan verbessern wollte: Sie plante den Bau der zwei größten, schnellsten und luxuriösesten Schiffe der Welt. Da die Reederei die beiden Vorhaben jedoch nicht allein finanzieren konnte, ersuchte sie die britische Regierung um ein günstiges Darlehen: 2,6 Millionen Pfund Sterling bei einer Verzinsung von 2,75 % pro Jahr mit einer Laufzeit von zwanzig Jahren. Die Admiralität befürwortete das Ansuchen, da sie auf diese Weise zu modernen Hilfskreuzern für den Kriegsfall kommen konnte. Am 13. August 1903 beschloss das Unterhaus die Vergabe des Kredits; im gleichen Jahr unterzeichneten die Admiralität und die Reederei Cunard ein Geheimabkommen, das den Bau von zwei auch für militärische Zwecke geeigneten Passagierschiffen vorsah, deren Baukosten die Admiralität unter den Bedingungen übernahm, dass die Schiffe eine Mindestgeschwindigkeit von 24,5 Knoten erreichten, Aufstellungsmöglichkeiten für zwölf 6-Zoll-Kanonen (15,2 cm) vorgesehen wurden, die Maschinenräume vollständig unterhalb der Wasserlinie angeordnet waren und diese durch seitliche – an den Bordwänden angeordnete – Kohlenbunker geschützt wurden.

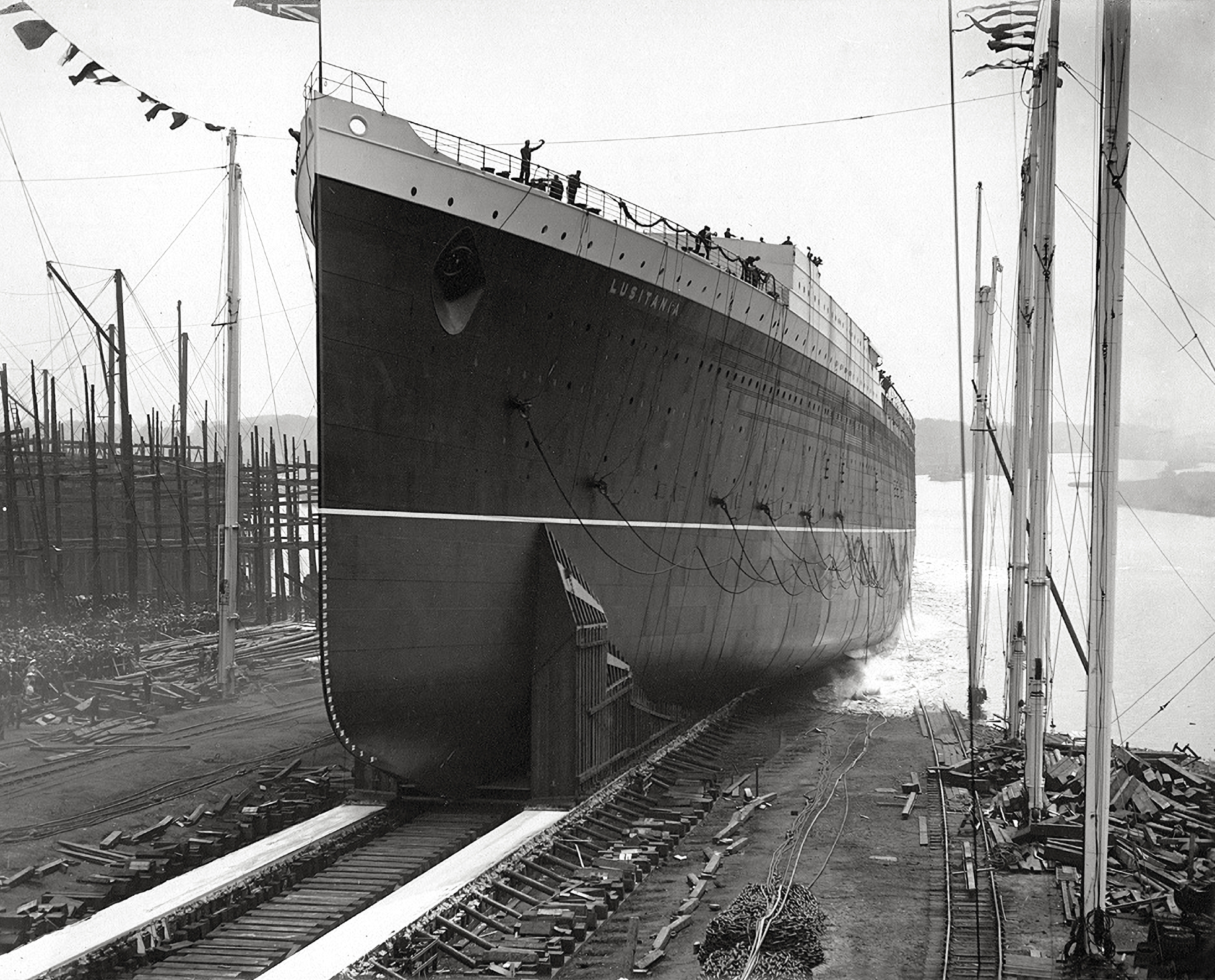
Der Stapellauf der Lusitania am 7. Juni 1906. Auf diesem Bild ist der weiße Anstrich des obersten Plattengangs, den die Lusitania nur während ihrer Ausrüstung und bei ihren Probefahrten trug, gut erkennbar. Im Dienst für die Cunard Line wurde der gesamte Rumpf – den Konventionen der Reederei gemäß – dann schwarz gestrichen.

Cunard beauftragte nun den Schiffskonstrukteur Leonard Peskett mit dem Entwurf des Schiffes. Dieser sollte auch Geschützunterbauten vorsehen sowie Decksverstärkungen, welche im Kriegsfall Schiffsgeschütze hätten tragen können. Nachdem die Pläne vorlagen, erhielt die Werft John Brown & Company in Clydebank den Auftrag zum Bau des ersten Schiffes, das später als Lusitania bekannt wurde. Mit dem Bau der Mauretania wurde Swan Hunter & Wigham Richardson in Newcastle upon Tyne beauftragt. Die Lusitania wurde am 16. Juni 1904 auf Kiel gelegt und am 7. Juni 1906 von Lady Mary Inverclyde, der Witwe des im Vorjahr verstorbenen Cunard-Präsidenten, getauft. Ihr Name bezog sich auf die antike römische Provinz Lusitania, die etwa das heutige Portugal und Teile Spaniens umfasste.
Zum Zeitpunkt ihrer Fertigstellung im Sommer 1907 war die Lusitania das mit Abstand größte Schiff der Welt. Sie übertraf damit die bisherige Spitzenreiterin, die deutsche Kaiserin Auguste Viktoria der HAPAG, um fast 30 m Länge und rund 7.000 BRT; außerdem war sie das erste Schiff mit einem Rauminhalt von über 30.000 BRT. Zudem galten die Lusitania und ihr etwas später vollendetes Schwesterschiff nach Meinung der New York Times als „so unsinkbar, wie ein Schiff nur sein kann“. Dies sollte eine komplexe Einteilung des Unterwasserschiffes in wasserdichte Abteilungen garantieren, deren Schotten allerdings 69 Öffnungen hatten, die durch Türen versiegelt werden mussten. Nur 35 dieser Türen wurden hydraulisch betrieben, die restlichen 34 mussten von Hand geschlossen werden. Als potentieller Hilfskreuzer war die Lusitania – anders als andere zeitgenössische Passagierschiffe – nicht nur mit Quer-, sondern auch Längsschotten ausgerüstet. Diese Einteilung sollte besseren Schutz im Falle eines Granattreffers bieten, bedeutete aber im Fall eines Lecks eine höhere Gefahr zur Entwicklung von Schlagseite, da die Flutung auf eine Schiffsseite beschränkt würde. Dies würde wiederum das Besteigen und Fieren der Rettungsboote wesentlich erschweren. Außerdem war die Stabilität des Schiffes für dieses Schottsystem nicht adäquat: Schon bei Flutung von nur drei Kohlebunkern auf einer Seite konnte die metazentrische Anfangshöhe negativ werden.
Die strukturelle Stabilität des Schiffes erreichte hingegen ein sehr hohes Niveau. So wurde das Schiff von insgesamt vier Millionen Nieten zusammengehalten. Zum Vergleich: Für Rumpf und Aufbauten der deutlich größeren Titanic wurden insgesamt „nur“ drei Millionen Nieten benutzt. Offenbar wurde bei der Lusitania ein deutlich höherer Anspruch an die strukturelle Belastbarkeit des Rumpfes gestellt als bei der für rein zivile Zwecke vorgesehenen Titanic.
Da die Lusitania als unsinkbar galt, wurde sie zunächst nur mit insgesamt 16 Rettungsbooten mit einer Gesamtkapazität von etwa 960 Personen ausgestattet. Man folgte damit den gesetzlichen Vorschriften, die allerdings noch aus dem Jahr 1897 stammten und dem enormen Größenzuwachs von Passagierschiffen seit der Jahrhundertwende nicht Rechnung trugen.

## Erprobung und technische Details
Ein wesentlicher Grund für den Bau der Lusitania war die Rückgewinnung des Blauen Bandes. Die Reederei forderte daher von der Werft, dass das Schiff mindestens 24,5 Knoten schnell sein sollte. Dieser Punkt war Cunard so wichtig, dass jeder Zehntelknoten, den das Schiff unter dieser Geschwindigkeit liegen sollte, mit einer enormen Konventionalstrafe von 10.000 Pfund Sterling belegt war. Die ersten Probefahrten des Schiffes erfolgten daher geheim, um im Falle eines Scheiterns die Blamage möglichst gering zu halten. Die Probefahrten zerstreuten jedoch alle Besorgnisse: Die Lusitania umfuhr Irland und legte zweimal die Strecke Dumfries and Galloway – Cornwall zurück, wobei sie eine Höchstgeschwindigkeit von 26,4 Knoten erreichte. Während der folgenden, nunmehr öffentlichen Probefahrten in der Irischen See übertraf sie diesen Wert mit 26,7 Knoten nochmals deutlich.

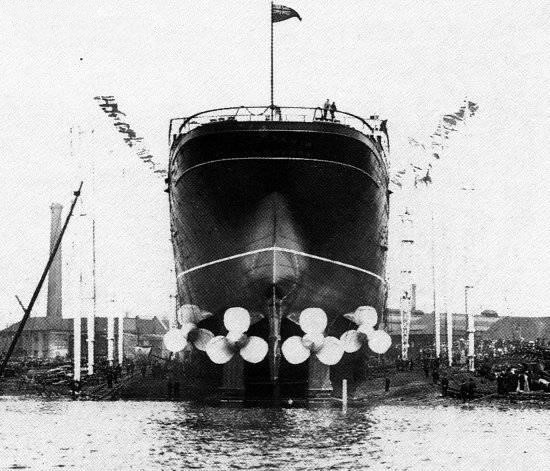
Die Lusitania war der erste große Vierschraubendampfer

Eine technische Besonderheit der Lusitania lag in ihrem Antrieb: Ihre vier je 17.000 PS starken Dampfturbinen trieben jeweils eine Schraube an, und an die beiden mittleren Schrauben war noch je eine weitere Turbine für die Rückwärtsfahrt angeschlossen. Der Turbinenantrieb war ein Wagnis gewesen, da diese Art der Krafterzeugung damals noch in ihren Anfängen steckte und noch nie für ein Schiff dieser Größe genutzt worden war. Die Turbinen bezogen ihre Energie aus insgesamt 25 Kesseln mit je 5,3 m Durchmesser in vier Kesselräumen, die bei Höchstgeschwindigkeit pro Tag etwa 1.000 t Kohle benötigten. Für die Kühlung der insgesamt sechs Turbinen wurden bei hoher Fahrt 250.000 Liter Wasser pro Minute benötigt. Die Turbinenanlage mit ihren 76.000 PS Maximalleistung übertraf die zwar äußerst starken, aber technisch überholten Kolbendampfmaschinen der deutschen Konkurrenz (insbesondere die Schnelldampfer des Norddeutschen Lloyd der Kaiser-Klasse und die Deutschland der HAPAG) deutlich. Ihre absolute Bestleistung erreichte die Lusitania bei einer Überfahrt in westlicher Richtung im Dezember 1912 mit 28 Knoten, die sie etwa eine Stunde lang durchhielt.
Das Ruder der Lusitania entsprach den Anforderungen, die an die Manövrierfähigkeit eines Kriegsschiffes gestellt wurden. Sie war daher deutlich wendiger als andere Schiffe vergleichbarer Größe. So benötigte die 240 m lange Lusitania einen Wendekreis von nur 870 m, während er bei der 270 m langen, mit einem konventionellen Ruder ausgestatteten Titanic 1.175 m betrug.
Den Erwartungen in Bezug auf ihre Geschwindigkeit hatte die Lusitania zwar voll entsprochen, doch bei den Probefahrten trat ein anderes, massives Problem auf: Bei hohem Tempo vibrierte das Achterschiff so heftig, dass ein Aufenthalt dort kaum möglich war. Das Schiff verholte daher zurück ins Dock, wo im gesamten Bereich der Zweiten Klasse Verstrebungen, Zwischenböden und zusätzliche Deckensäulen eingezogen wurden. Damit konnte das Problem schließlich behoben werden.

## Ausstattung

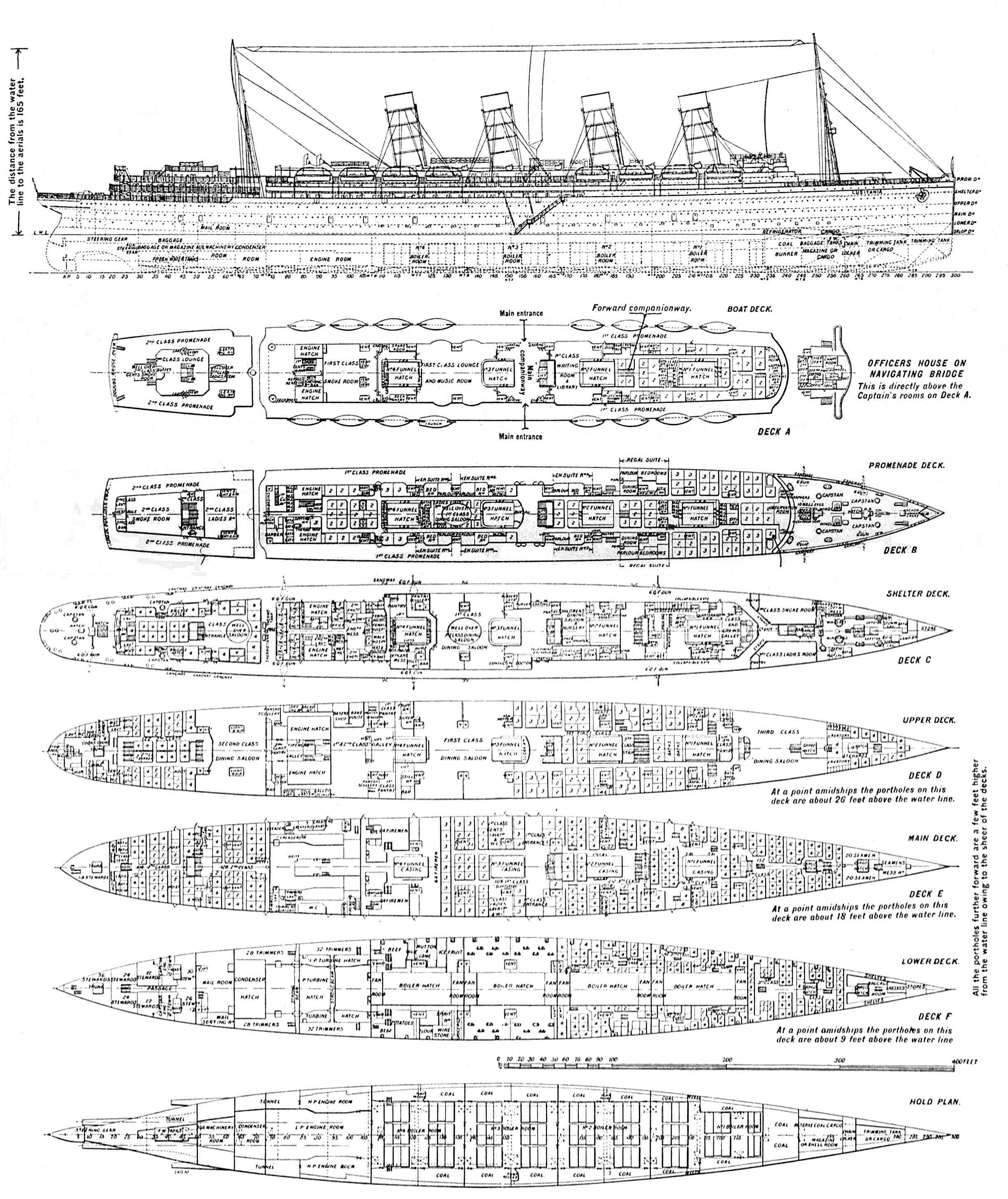
Decksplan der Lusitania

### Allgemein
(Detaillierte Deckspläne der Lusitania und Abbildungen einiger der Innenräume finden sich bei den Weblinks.)
Für die Innenausstattung der Lusitania war der Schiffsarchitekt David Millar verantwortlich.
Obwohl Lusitania und Mauretania äußerlich recht ähnlich und in der allgemeinen Raumaufteilung identisch waren, unterschieden sich die beiden Schwesterschiffe in Art und Gestaltung ihrer Ausstattung deutlich: Auf der Mauretania wurde durch den Einbau dunkler Holztäfelungen ein eher konservativ-klassisches Design erzeugt, das sich dem an Bord anderer Atlantikliner anpasste. Dagegen war die Innenausstattung der Lusitania ganz auf die Farbe Weiß ausgerichtet.

### Erste Klasse

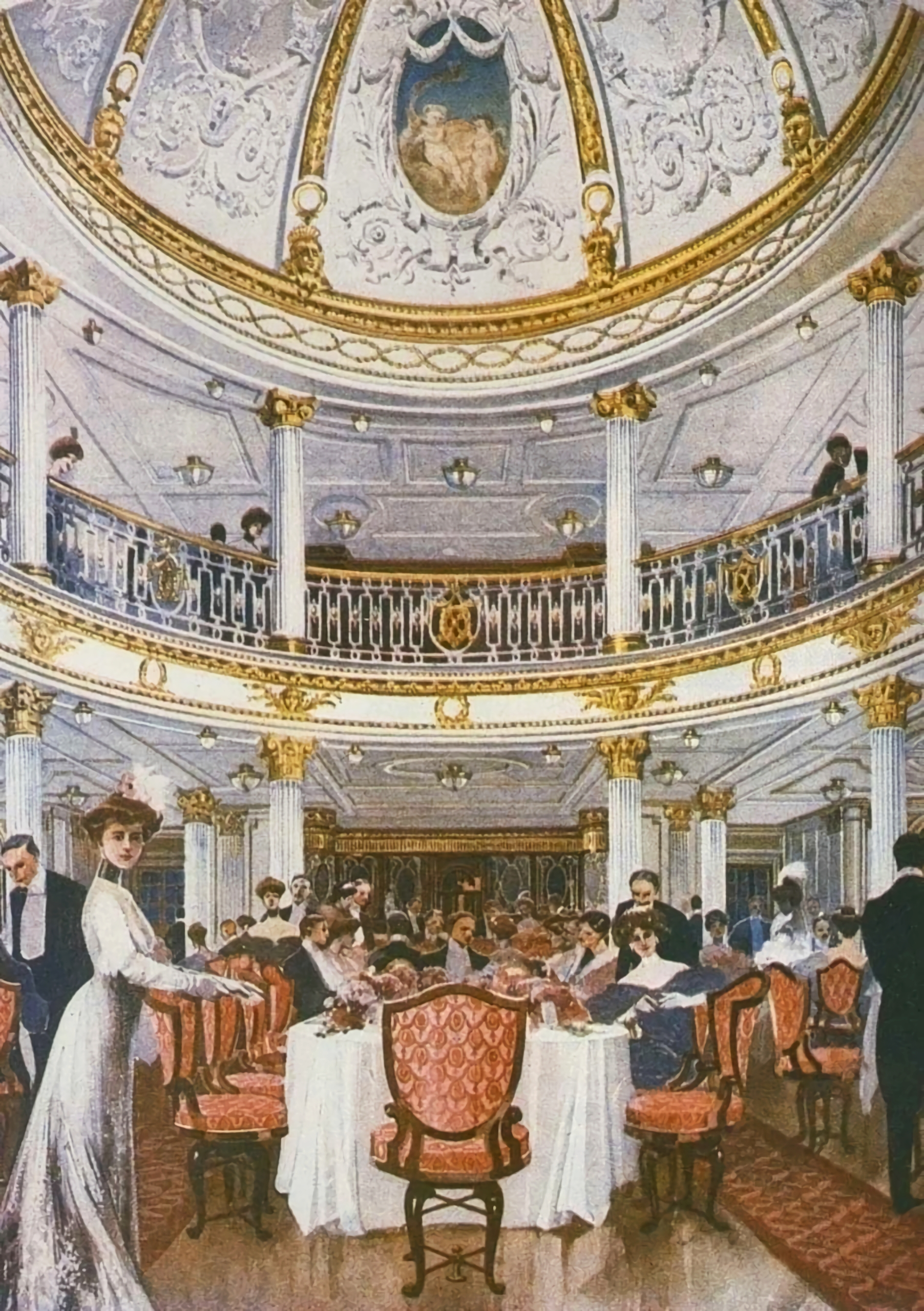
Farbzeichnung des Speisesaales der 1. Klasse aus einer zeitgenössischen Cunard-Broschüre. Die enorme Höhe des Raumes ist hier gut erkennbar.

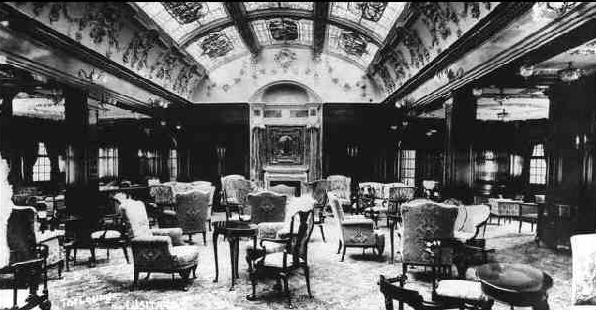
Die Lounge der 1. Klasse mit dem gewölbten Glasdach. Einige der aufwändigen Buntglasfelder sind gut zu sehen.

Fast alle öffentlichen Räume der Ersten Klasse, die sich auf dem Bootsdeck des Schiffes befanden, verfügten über mächtige rundgewölbte Glasdächer in voller Raumlänge, was eine lichtdurchflutete Atmosphäre erzeugte und in dieser Form eine völlige Neuheit auf Schiffen war. Auf dem Bootsdeck befanden sich ein Verandacafé, ein Rauchsalon, eine Lounge (auch als Musiksalon bezeichnet), ein großzügiger Eingangsraum als Foyer für das große Treppenhaus des Schiffes sowie ein Lese- und Schreibraum. In der Lounge war das Glasdach besonders aufwändig gestaltet; es war in zwölf Abschnitte gegliedert, in die aus Buntglas Allegorien der zwölf Monate eingearbeitet waren. Ein Deck tiefer war ein so genannter Observationsraum eingerichtet, der aus Bullaugen freie Sicht nach vorne über den Bug aufs Meer erlaubte. Zwar handelte es sich bei diesem „Raum“ an sich nur um einen etwas verbreiterten Kabinengang, doch das Konzept war völlig neu und leitete die Tradition derartiger Beobachtungsräume ein, die noch heute auf vielen Passagierschiffen zu finden sind. Kernelement der Ersten Klasse des Schiffes war ein im Stil Ludwigs XVI. in Weiß und Gold gehaltener Speisesaal, der von einer stuckverzierten Kuppel überragt wurde und insgesamt drei Deckshöhen umfasste. Die besten Kabinen des Schiffes waren die beiden „Royal Suites“ (Königssuiten), die neben zwei Schlafzimmern, einem Bad und separater Toilette einen privaten Salon und ein Esszimmer umfassten. Kleinere Suiten, die aus Schlaf- und Wohnraum bestanden und von denen manche ebenfalls über privates Bad und WC verfügten, ergänzten die Luxusklasse der privaten Unterkünfte auf der Lusitania. Insgesamt gab es auf dem Schiff zehn private Wohnräume (also Kabinen, die keine Schlafgelegenheit boten, sondern lediglich zum Aufenthalt der Passagiere gedacht waren); eine für die damalige Zeit außergewöhnlich große Zahl (auf der fünf Jahre später fertiggestellten Titanic gab es nur vier solcher Räume). Für diese besonders teuren Kabinen gab es ein eigenes Telefonnetz, über das die Bewohner miteinander kommunizieren konnten. Lag das Schiff in New York oder Liverpool am Pier, konnte es sogar an das jeweils städtische Telefonnetz angeschlossen werden, so dass die Passagiere ihre Apparate auch für Festlandsverbindungen nutzen konnten; für die damalige Zeit eine besonders bemerkenswerte technische Innovation. Das große Treppenhaus des Schiffes verband insgesamt fünf Decks (Bootsdeck bis E-Deck) miteinander und war mit aufwändigen schmiedeeisernen Balustraden mit vergoldeten Elementen ausgestattet. Im Treppenschacht waren zwei parallellaufende Aufzüge installiert. Die prunkvolle und großzügige Ausstattung der Ersten Klasse auf der Lusitania sorgte bei ihrer Jungfernfahrt 1907 für Furore unter den Passagieren. Der US-Senator George Sutherland hielt kurz vor der Ankunft eine Lobrede auf das Schiff, bei der er die berühmt gewordenen Worte sprach: She is more beautiful than Solomon’s temple and large enough to hold all his wives and mothers-in-law. (Sie [die Lusitania] ist schöner als Salomos Tempel und groß genug, alle seine Frauen und Schwiegermütter zu beherbergen.)

### Zweite Klasse
Auch die Zweite Klasse war für die damalige Zeit verhältnismäßig luxuriös ausgestattet. Ihre Passagiere verfügten über einen ebenfalls kuppelgekrönten Speisesaal, der allerdings wesentlich einfacher ausgeführt war als sein Gegenstück in der Ersten Klasse. Daneben gab es noch eine Lounge, einen sogenannten Damensalon (Lese- und Schreibraum) und einen Rauchsalon. Die Räumlichkeiten der Zweiten Klasse befanden sich im hinteren Teil des Schiffes und waren in einem separaten Decksaufbau untergebracht, der sich hinter dem Hauptmast des Schiffes befand.

### Dritte Klasse
Die Dritte Klasse verfügte an öffentlichen Räumen über einen großen Speisesaal sowie einen Rauchsalon und einen Aufenthaltsraum für Damen. Die beiden letzteren Räume wurden allerdings – im Falle entsprechend hoher Passagierzahlen – ebenfalls als Speiseräume verwendet. Die Kabinen der Dritten Klasse waren zwar spartanisch, bedeuteten aber im Vergleich zu den Massenschlafsälen auf älteren und kleineren Schiffen eine deutliche Verbesserung des Reisekomforts und der hygienischen Verhältnisse. Es handelte sich überwiegend um 4- und 6-Bett-Kabinen mit eigenem Waschtisch. Die Dritte Klasse war im vorderen Teil der Lusitania untergebracht.

## Einsatzgeschichte
Die bevorstehende erste Abreise der Lusitania sorgte für einen beispiellosen Presserummel in Großbritannien. Das öffentliche Interesse an dem neuen Schiff war so groß, dass Cunard beschloss, die vor Liverpool auf Reede liegende Lusitania am 3. September 1907 für fünf Stunden zur Besichtigung freizugeben. Zum Preis von einer halben Krone setzten in dieser Zeit etwa 10.000 Besucher mit einem Tender zu ihr über; der Erlös ging an karitative Einrichtungen in Liverpool. Als die Lusitania dann am Abend des 7. September Liverpool zur Jungfernfahrt verließ, hatten sich rund 200.000 Zuschauer im Hafen versammelt. Das Schiff war bis zum letzten Platz ausgebucht, so dass 200 Passagiere, die beim Zwischenstopp im irischen Queenstown auf eine Passage in letzter Minute gehofft hatten, zurückgelassen werden mussten. Auch bei der Ankunft in New York wurde das Schiff von der breiten Öffentlichkeit frenetisch bejubelt: Bis zur Rückreise nach England am 21. September wurde sie täglich von etwa 5.000 Schaulustigen besichtigt. Darunter befanden sich Berühmtheiten wie der Schriftsteller Mark Twain, der sich besonders für die technischen Anlagen interessierte und am Ende der Besichtigung begeistert äußerte: I guess I’ll have to tell Noah about it when I see him. (Ich denke, ich werde Noah davon erzählen müssen, wenn ich ihm begegne.)

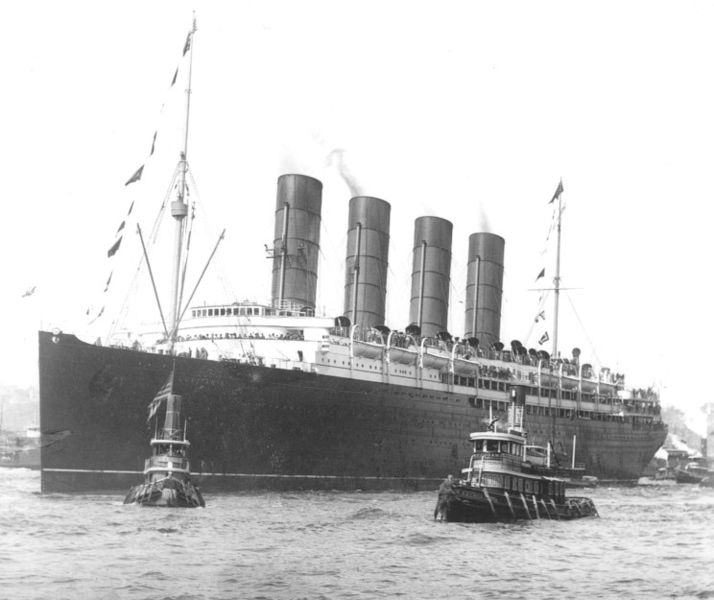
Die Lusitania trifft am Ende ihrer Jungfernfahrt am 13. September 1907 in New York ein

Aufgrund schlechter Wetterbedingungen konnte die Lusitania auf ihrer Jungfernfahrt nach New York das Blaue Band nicht zurückerobern, sie blieb 30 Minuten hinter dem bestehenden Rekord der Deutschland zurück. Im Oktober 1907 jedoch war sie mit einer Durchschnittsgeschwindigkeit von knapp über 24 Knoten erfolgreich; sie war damit der erste Liner überhaupt, der die Atlantiküberquerung nach Westen in weniger als fünf Tagen absolvierte. Bereits im September 1909 verlor die Lusitania diesen Rekord in westlicher Richtung an ihr Schwesterschiff, die Mauretania, die bis 1929 im Besitz der begehrten Trophäe blieb.
Im November 1907 schrieb die Lusitania Schlagzeilen, als sie auf einer Überfahrt 20 Tonnen Gold im Wert von rund 2,5 Millionen Pfund Sterling (etwa dem doppelten Wert des Schiffes selbst; nach Stand vom April 2011 rund 654 Millionen Euro) transportierte; das blieb bis heute die größte Menge an Gold, die je auf einem Schiff überführt wurde. Nach ihrer Abfahrt am Sonntag, 8. September 1908 aus Queenstown sah es so aus, als ob mit einer neuen Rekordfahrt zu rechnen sei, da das Schiff binnen eines Tages 625 Seemeilen zurückgelegt hatte, doch am frühen Dienstagmorgen kam es zum Ausfall eines Kessels, was dazu führte, dass die Lusitania verspätet in New York eintraf. Bei dieser Reise hatte der Dampfer 1.872 Passagiere, davon 899 Erster Klasse reisend, an Bord. Einer der bekanntesten Prominenten dieser Fahrt war der Rechtsanwalt, Politiker und Millionär Samuel Untermyer. Ein aufsehenerregender Zwischenfall ereignete sich nach einer Atlantiküberfahrt am 2. Januar 1909, als ein seit dem 21. Dezember im schottischen Glasgow gesuchter Mörder, der unter falschem Namen in der Zweiten Klasse auf dem Dampfer fuhr, in New York von zwei US-Marshals und zwei Pinkerton-Detektiven an Bord festgenommen werden konnte. Als die Lusitania am 15. Februar 1909 in New York eintraf, war sie seit zwei Tagen überfällig. Die Ursache war eine anhaltende Schlechtwetterfront gewesen, die bereits vor der Abfahrt in Großbritannien aufgekommen war. Aufgrund des schlechten Wetters konnte der Kapitän nicht in den Hafen von Queenstown einlaufen und musste auf offener See vor Anker gehen. Im Unwetter ging der damals 600 Dollar teure Steuerbordanker verloren und musste vor der Weiterfahrt ersetzt werden. Im weiteren Reiseverlauf wurde die Lusitania, wie einige Jahre zuvor der Lloyd-Schnelldampfer Kronprinz Wilhelm, mit bis zu 25 m hohen Monsterwellen konfrontiert. Die Brecher verursachten Schäden an der Kommandobrücke und den Aufbauten; der Wind zerstörte die Drahtantenne der an Bord befindlichen Marconi-Funkstation. Das Schiff bewies trotz den Schäden eine außerordentliche Widerstandsfähigkeit, was seinen Ruf als zuverlässiger und sicherer Liner noch förderte. Ende Januar 1910 geriet die Lusitania erneut in einen besonders heftigen Sturm, in dessen Verlauf Passagiere der Ersten Klasse verletzt wurden. Eine Frau, die als Zwischendeckspassagier im Bauch des Schiffes reiste, musste nach der Ankunft in hysterischem Zustand von Bord gebracht werden. Nach dem Untergang der Titanic im April 1912 wurde die Zahl der an Bord befindlichen Rettungsboote erhöht; auch die Lusitania hatte bislang zu wenige Boote für alle Menschen an Bord mitgeführt. Am 1. August 1914 wurde sie in New York vom Kriegsausbruch überrascht, trat aber trotzdem planmäßig ihre Rückfahrt nach Liverpool an.

## DieLusitaniaim Ersten Weltkrieg

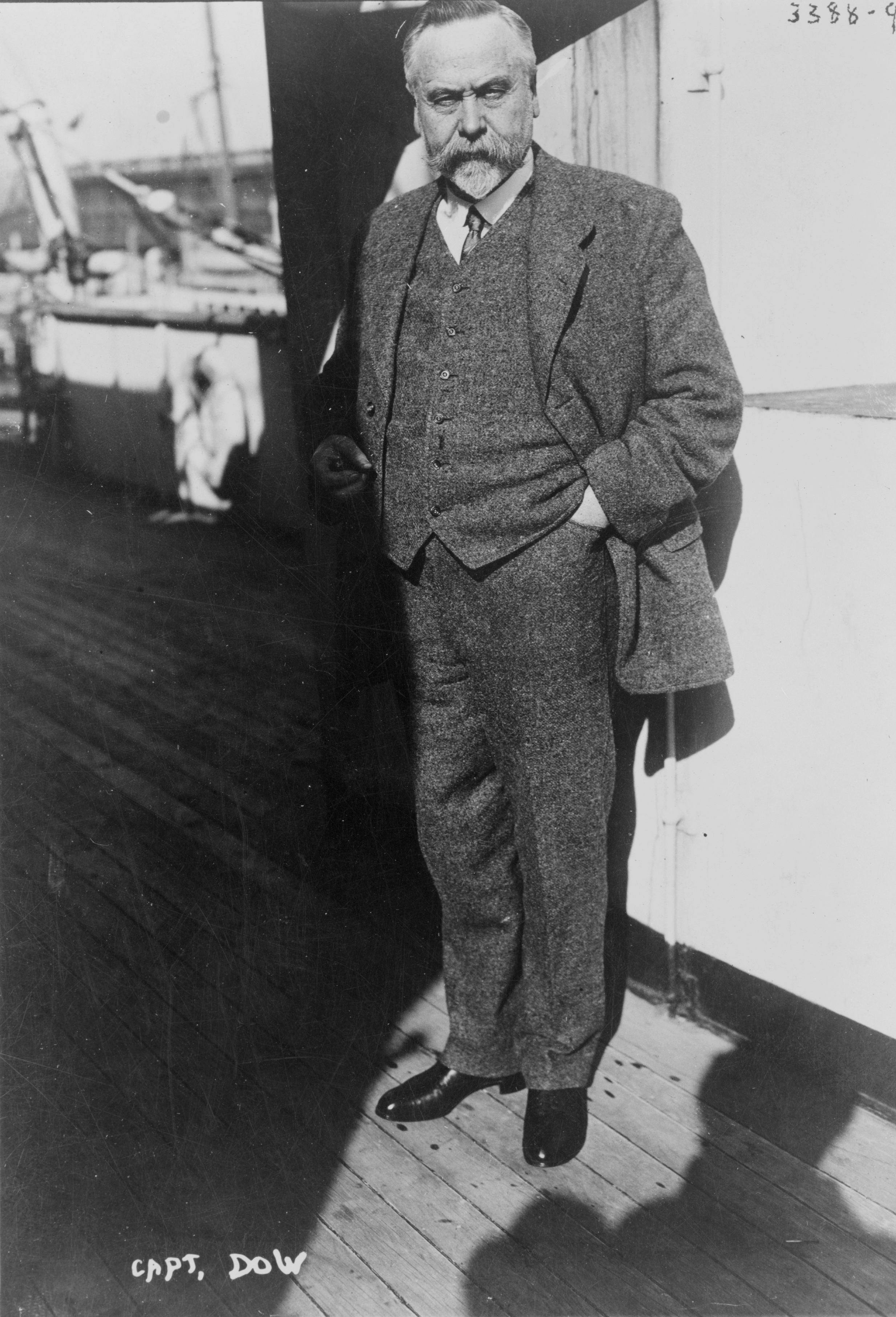
David Dow trat im März 1915 von seiner Stellung als langjähriger Kapitän der Lusitania zurück, weil er das Schiff unter den gegebenen Umständen nicht mehr führen wollte.

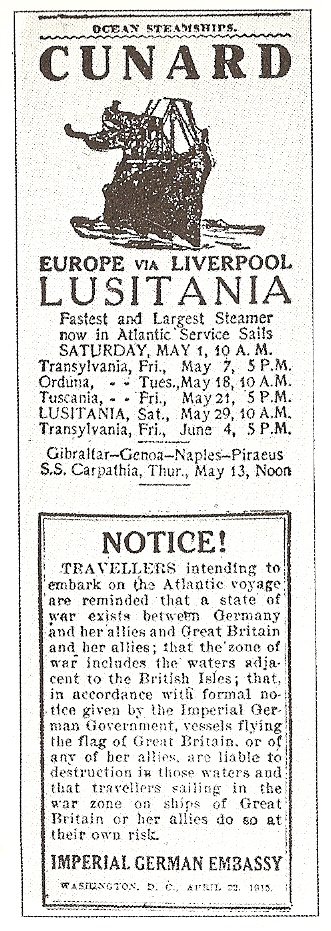
Zeitungsinserat der deutschen Botschaft in den USA vom 22. April 1915, das vor Reisen auf den britischen Passagierschiffen Lusitania, Transylvania, Orduna und Tuscania in die vom Deutschen Reich deklarierte Kriegszone um die britischen Inseln warnt.

Für den Schiffbauingenieur Leonard Peskett waren die Lusitania und ihr Schwesterschiff Mauretania die größte Herausforderung seines Lebens gewesen. Die Schiffe mussten in Kriegsschiffe umwandelbar sein, es wurden Unterbauten für ein Dutzend 15,2-Zentimeter-Schnellfeuergeschütze vorgesehen. Ihr kriegerischer Nutzen war jedoch wegen der fehlenden Panzerung und des hohen Kohleverbrauchs fraglich. Bei der Schiffstaufe am 6. Juni 1906 wurde von Charles MacLaren, dem stellvertretenden Vorstandsvorsitzenden der John Brown & Company, dennoch erklärt, das Schiff könne durch „leichte“ Veränderungen in den „schnellsten und machtvollsten Kreuzer der Welt“ umgewandelt werden. Bereits 1907 wurden in britischen Fachzeitschriften Bauzeichnungen der Lusitania mit projektierter Bewaffnung von zwölf 6 Zoll (15,2 Zentimeter)-Schnellfeuergeschützen (vier auf dem Promenadendeck und acht auf dem Shelterdeck) veröffentlicht.
Im Februar 1913 hatte der Erste Lord der Admiralität (Marineminister) Winston Churchill in einem Schreiben der Cunard Line erklärt, dass sich die von der Admiralität bezahlten Schiffe bald bewähren müssten, denn „der Krieg gegen Deutschland ist sicher – spätestens im September 1914 wird er ausbrechen.“ In Wirklichkeit wurden während einer längeren Überholung 1913 nur vier Geschützringe an Deck befestigt, um im Kriegsfall schnell vier 6-Zoll-Geschütze montieren zu können.
Die Lusitania befand sich zum Zeitpunkt des Kriegsausbruchs in New York und sollte am 4. August 1914 nach Liverpool auslaufen. Angesichts der akuten Bedrohung durch deutsche Hilfskreuzer war die Schiffsführung unschlüssig, wie weiter vorzugehen war. Nachdem man vom britischen Konsulat in New York Weisungen erhalten hatte, die Überfahrt doch anzutreten, verließ die Lusitania den Hafen mit nur rund 200 Passagieren an Bord. Während der gesamten Reise fuhr das Schiff abgedunkelt; am 5. August, dem ersten Seetag, wurden die Schornsteine, die Aufbauten sowie der Rumpf in hellem Grau gestrichen, um seine Erkennung zu erschweren. Am 11. August 1914 erreichte der Dampfer Liverpool ohne Zwischenfälle.
Die der Lusitania sehr ähnliche Aquitania wurde nach Kriegsausbruch tatsächlich bewaffnet und als Hilfskreuzer und Truppentransporter eingesetzt. Entgegen allen Erwartungen wurde die Lusitania von der Admiralität nicht als Hilfskreuzer requiriert. Grund dafür waren die sich rasch zugunsten der britischen Seemacht entwickelnde Situation auf den Weltmeeren und die schnelle Ausschaltung der Gefahr durch deutsche Hilfskreuzer. Zudem hatte sich die überaus große Verwundbarkeit solcher Schiffe im Gefecht gegen reguläre Kriegsschiffe erwiesen. Es wurde daher beschlossen, die Lusitania weiterhin als reguläres Passagierschiff im Liniendienst zu belassen.
Allerdings wurden sowohl die Lusitania als auch ihr Schwesterschiff Mauretania in der Ausgabe des Brassey-Flottenhandbuches von 1914 als vorgesehener „Hilfskreuzer der Royal Naval Reserve“ geführt. Da solcherart Handbücher als Identifikationsgrundlage von U-Boot-Kommandanten verwendet wurden, waren beide Schiffe somit in Gefahr, ohne Vorwarnung angegriffen zu werden. In Jane’s Naval Recognition Book war die Lusitania hingegen nicht als Bestandteil der Kriegsflotte angeführt, sondern genau wie andere Zivilschiffe zur Identifikation mit ihrer Silhouette.
Die Lusitania wurde zwar weder bewaffnet noch dem direkten Befehl der Admiralität unterstellt, doch weil das Schiff durch den Regierungskredit faktisch mehrheitlich Eigentum des Staates war, behielt sich die Führung der Royal Navy gewisse Mitbestimmungsrechte für seinen Betrieb vor. Dies betraf insbesondere den Transport von kriegswichtigen Gütern, die – nach britischer Definition, die auf die Blockade der deutschen Häfen angewandt wurde – eigentlich nicht aus neutralen Ländern eingeführt werden durften. Die Lusitania transportierte dennoch während des Krieges auf allen Überfahrten in östlicher Richtung Munition und andere, eindeutig gegen die Blockaderegeln verstoßende Güter. Zwar unterlagen diese Transporte strenger Geheimhaltung, doch faktisch wurde das Schiff aus deutscher Sicht dadurch zum „Blockadebrecher“ und war seit der deutschen Erklärung der britischen Gewässer zum Kriegsgebiet am 4. Februar 1915 damit ein aus Sicht der deutschen Seekriegsführung legitimes Ziel für einen Angriff durch deutsche Seestreitkräfte (siehe auch die unten dargestellte offizielle deutsche Reaktion auf die Versenkung der Lusitania). In diesem Zusammenhang erging am 5. Februar eine Note des deutschen Außenministeriums an die USA, dass „angesichts des Missbrauchs neutraler Flaggen“ durch Großbritannien „Fehler nicht immer zu vermeiden“ wären. Unmittelbar vor der Versenkung der Lusitania fragte der britische Außenminister Edward Grey am Morgen des 7. Mai (am Tag der Versenkung der Lusitania) den nach England gesandten Berater des US-Präsidenten, Oberst House: „Was wird Amerika tun, wenn die Deutschen einen Ozeandampfer mit Amerikanern an Bord versenken?“ House antwortete sinngemäß, dass dann die USA in den Krieg eintreten würden.
Die Lusitania war ab Herbst 1914 das letzte verbliebene große Passagierschiff auf der Nordatlantikroute, da alle anderen vergleichbaren Schiffe entweder auf Kriegsdauer aufgelegt oder als Truppentransporter oder Lazarettschiff eingesetzt wurden. Trotzdem waren die insgesamt 18 Überfahrten, die sie zwischen August 1914 und Mai 1915 durchführte, wenig profitabel, da der Reiseverkehr durch den Krieg generell stark zurückgegangen war und potentielle Passagiere durch die U-Boot-Gefahr von einer Atlantiküberquerung abgeschreckt wurden.
Um Geld zu sparen, wurde die Besatzung um 258 Mann (im Maschinenraum um 83 Mann) reduziert, so dass einer der insgesamt vier Kesselräume des Schiffes außer Betrieb genommen werden musste. Dies sparte pro Überfahrt 1600 Tonnen Kohle und 1325 Pfund Sterling Lohn. Es reduzierte aber auch die Höchstgeschwindigkeit von 26 auf 21 Knoten und die Reisegeschwindigkeit von 24 auf 18 Knoten. Die Besatzung vermutete dahinter Sabotage deutscher Agenten. 25 Vollmatrosen und 45 Stewards heuerten für die erste Reise in Ost-West-Richtung nicht mehr an. Die Reederei bestätigte jedoch, dass es sich um Sparmaßnahmen handelte.
Auf der drittletzten Reise wurden zwei Handelsschiffe in zehn Meilen Entfernung von der Lusitania durch U 30 versenkt. Der Frachter Bengrove wurde auf der Rückfahrt von U 20 torpediert, als die Lusitania gerade in den St.-Georgs-Kanal einfuhr. Der bisherige Kapitän David Dow weigerte sich daraufhin, die Verantwortung für Passagiere und Fracht der Lusitania zu übernehmen, und wurde durch Kapitän William Thomas Turner abgelöst. Dessen spätere Forderungen nach Behebung technischer Mängel an Schiff und Rettungsmitteln wurden weitgehend erfüllt. Seiner Forderung nach Erhöhung von Besatzungsstärke und Ausbildungsstand konnte jedoch nicht entsprochen werden, da ein großer Teil der erfahreneren Leute zur Royal Navy einberufen worden war. Zudem wurde von der Reederei darauf hingewiesen, dass, wenn der Kapitän und Oberingenieur mehr Kohle bunkern wollten, dafür der Trinkwasservorrat reduziert werden müsse.
Die reduzierte Geschwindigkeit wurde geheim gehalten, da viele Passagiere mit dem Verweis auf die enorme Geschwindigkeit der Lusitania beruhigt wurden – kein U-Boot sei in der Lage, sie einzuholen. Tatsächlich war bis zur Versenkung der Lusitania kein Schiff torpediert worden, das schneller als 14 Knoten gelaufen war.
Während des Krieges wurden verschiedene Versuche unternommen, die Erkennung der Lusitania durch deutsche U-Boote zu erschweren. Dazu zählten Änderungen des Anstrichs (so führte das Schiff neben der grauen Tarnung bei der Rückfahrt aus New York im August 1914 auch einen komplett schwarzen Anstrich im Februar 1915, nachdem man um die Jahreswende 1914/15 die Gefahr offenbar geringer eingeschätzt und die Schornsteine wieder in den leuchtenden rot-schwarzen Cunard-Farben gestrichen hatte) ebenso wie das Fahren ohne Flagge bzw. bei einer einzigen Überfahrt im Februar 1915 unter dem US-amerikanischen Sternenbanner. Das Führen der US-Flagge führte nur zu geringen Protesten seitens der amerikanischen Regierung, wohingegen Deutschland energisch gegen diesen Missbrauch der Symbole eines neutralen Staates Einspruch erhob. Generell war kaum zu erwarten, dass eine wie auch immer geartete „Tarnung“ der Lusitania Erfolg haben würde – sie gehörte mit ihrer unverwechselbaren Linienführung damals zu den bekanntesten Schiffen der Welt. Bei ihrer letzten Fahrt führte sie eine eher abgeschwächte Tarnbemalung: Rumpf und Aufbauten waren in klassischem Schwarz und Weiß gestrichen, die Schornsteine trugen entweder die rot-schwarze Cunard-Bemalung oder einen Anstrich in Schwarz und dunklem Grau, und zwischen Aufbauten und Rumpf war ein breiter hellbrauner Streifen aufgemalt worden.
Am 22. April 1915 veröffentlichte die Kaiserliche Deutsche Botschaft eine Warnung in den fünfzig größten amerikanischen Zeitungen, die direkt neben die Abfahrtszeiten der Transatlantikdampfer gesetzt wurde:

„HINWEIS! Reisende, die vorhaben, den Atlantik zu überqueren, werden daran erinnert, dass Deutschland und seine Alliierten und Großbritannien und seine Alliierten sich im Kriegszustand befinden; dass das Kriegsgebiet auch die Gewässer rings um die Britischen Inseln umfasst; dass in Übereinstimmung mit der formellen Bekanntgabe der Kaiserlichen Deutschen Regierung alle Schiffe, die die Flagge Großbritanniens oder eines seiner Verbündeten führen, Gefahr laufen, in diesen Gewässern zerstört zu werden, und dass Reisende, die im Kriegsgebiet auf Schiffen aus Großbritannien oder seiner Verbündeten reisen, dies auf eigene Gefahr tun. KAISERLICHE DEUTSCHE BOTSCHAFT, WASHINGTON D. C., 22. April 1915.“

Noch am Tag der Abfahrt zitierte die New York Times die Warnung der deutschen Regierung vor einer Überfahrt. Außerdem berichtete die New York Times in ihrer Ausgabe vom 8. Mai 1915 und die Washington Times bereits am 1. Mai 1915 von anonymen Telegrammen an einzelne Passagiere, die die Warnung enthielten, dass das Schiff torpediert werden würde. Einer der Empfänger soll demnach Alfred Vanderbilt gewesen sein. Diese letzteren Meldungen wurden allerdings von britischer Seite als Gerüchte dementiert.

## Die letzte Überfahrt

### Ausreise
Am Samstag, dem 1. Mai 1915, lief die Lusitania um 12:20 Uhr von New York mit 1258 Passagieren und 701 Besatzungsmitgliedern (insgesamt 1367 Männer, 463 Frauen und 129 Kinder) nach Liverpool aus. An Bord befanden sich 4200 Kisten Gewehrmunition, insgesamt 173 Tonnen schwer. Die Kisten waren aus Geheimhaltungsgründen als Jagdgewehrmunition deklariert worden, die nicht unter die Konterbande-Bestimmungen fiel. Weiter standen 1248 Kisten Geschosshülsen mit 51 Tonnen Gewicht sowie einige weitere militärische Versorgungsgüter auf der Ladeliste.
Obwohl in letzter Minute noch Passagiere des Anchor-Line-Dampfers Cameronia übernommen wurden, dessen Ausreise storniert worden war, war die Lusitania auf dieser Fahrt nicht ausgebucht, doch es befand sich die größte Zahl an Fahrgästen seit Kriegsausbruch an Bord. Die Warnungen der Zeitungen und die mysteriösen Telegramme an prominente Passagiere hatten zwar ein unsicheres Gefühl bei vielen Reisenden ausgelöst, doch die Lusitania, die für ihre Sinksicherheit und hohe Geschwindigkeit bekannt war, galt den meisten Passagieren noch immer als sicherstes Schiff auf der Nordatlantik-Route. Der Kapitän des Schiffes, William Thomas Turner, galt zudem als erfahrener Seemann. Abberufungen der dienstältesten und erfahrensten Besatzungsmitglieder zum Militärdienst hatten allerdings zu einem Qualitätseinbruch der Fähigkeiten der Crew geführt.
Das Schiff hatte nur 290 Passagiere der Ersten und 367 der Dritten, aber 599 Passagiere der Zweiten Klasse an Bord, was auf eine Preisminderung für diese Klasse aus Reklamegründen zurückzuführen war. Unter den Passagieren der Ersten Klasse befand sich eine Vielzahl bekannter Persönlichkeiten aus Kultur, Wirtschaft und Politik: Der 37-jährige US-Millionär Alfred Vanderbilt war ebenso an Bord wie die englische Operndarstellerin Josephine Brandell, der Generalkonsul von Kuba im Vereinigten Königreich Julián de Ayala und der Chicagoer Großindustrielle Charles Plamondon. Dazu gesellten sich der Schriftsteller Justus Forman, der amerikanische Politiker Ogden Hammond, die amerikanische Architektin und Spiritistin Theodate Pope, der New Yorker Geschäftsmann George Kessler sowie Lady Marguerite Allan, Ehefrau des kanadischen Schiffseigners Sir Montagu Allan, mit zwei Töchtern. Mit der Frauenrechtlerin und Autorin Lady Margaret Mackworth und dem Kunstsammler Sir Hugh Lane war auch der britische Adel vertreten. Die zweifellos berühmteste Persönlichkeit war wohl der New Yorker Theaterimpresario Charles Frohman. Auffällig war bei dieser Reise die große Anzahl von Müttern mit Kleinkindern. Diese Atlantiküberquerung verzeichnete die größte Anzahl von Kindern an Bord seit dem Beginn des Krieges.
Kurz nach der Abfahrt wurden drei männliche blinde Passagiere mit einer Kamera entdeckt und unter Deck in eine Arrestzelle gesperrt. Es könnte sich um deutsche Agenten mit dem Auftrag gehandelt haben, die vom abgemusterten Steward und Agenten Charles Thorne (Curt Thummel) angeblich an Bord gesehenen vier Geschütze zu fotografieren, doch dies konnte nie eindeutig geklärt werden. Über ihren Verbleib ist nichts bekannt, sie zählen aber mit großer Sicherheit zu den Opfern des Untergangs.
Während der Reise wurden Rettungsbootübungen durchgeführt, bei denen Besatzungsmitglieder unter Aufsicht eines Offiziers jeweils eines der Boote ausschwenkten, hineinkletterten und dort Rettungswesten anlegten. Die Übungszeit dauerte nach Aussage der beobachtenden Passagiere kaum fünf Minuten und ließ Zweifel an den seemännischen Qualitäten der einfachen Matrosen wach werden.

### Im Kriegsgebiet
Bis zum Erreichen der Kriegszone um die Britischen Inseln am Abend des 6. Mai 1915 war die Überfahrt ereignislos; wenngleich mit zunehmender Dauer der Reise eine wachsende Unruhe unter den Passagieren spürbar wurde. In der letzten Nacht vom 6. auf den 7. Mai übernachteten viele Reisende in den öffentlichen Räumen auf dem Bootsdeck oder unter freiem Himmel, um im Fall einer Torpedierung näher an den Rettungsbooten zu sein. Die Lusitania fuhr unter Funkstille; lediglich Telegramme der Schiffsführung wurden gesendet. Bereits im April 1915 hatte Kapitän Turner eine Reihe von Direktiven der Admiralität erhalten, die das Verhalten in U-Boot-gefährdeten Gewässern beschrieben; dazu gehörten das Steuern eines Zickzackkurses, das Meiden von Landzungen, das Fahren mit Höchstgeschwindigkeit, das Ausschwingen und Bereithalten der Boote sowie das Stellen zusätzlicher Ausgucks.
Bei Erreichen der Kriegszone wurden gemäß diesen Richtlinien die Boote ausgeschwungen und zusätzliche Posten auf den Brückennocks und dem Vorschiff postiert.
Ein Zickzackkurs widersprach jedoch grundsätzlich der Maxime, dass Zeit Geld war. „Jedem Offizier war eingeschärft worden, möglichst rasche Überfahrten mit minimalem Kohleverbrauch anzustreben“. Das vertrauliche Memorandum der Admiralität an alle Kapitäne der Handelsmarine besagte diesbezüglich: „Ein Zickzackkurs sollte immer dann gefahren werden, wenn U-Boote vermutet werden.“ sowie „Nützlich ist ein Zickzackkurs nur unmittelbar vor einem Angriff und wenn das U-Boot getaucht ist. Ein Schiff, das von einem getauchten U-Boot verfolgt wird, sollte nicht zickzacken, sondern mit voller Kraft vorauslaufen und seinen Kurs nur ändern, um das U-Boot achtern zu halten.“

### Die Funkwarnungen
Die Lusitania empfing am 6. und 7. Mai mehrere Funksprüche der Admiralität, die vor U-Boot-Aktivitäten südlich von Irland warnten. Der erste dieser Sprüche wurde am 6. Mai um 19:52 Uhr empfangen und enthielt eine allgemeine Warnung, bereits um 20:05 Uhr folgte der nächste, der explizit das Gebiet um Fastnet als besonders gefährdet bezeichnete; einen Bereich, in den die Lusitania direkt hineinsteuerte. Im selben Funkspruch wurde nochmals deutlich auf das Fahren mit höchstmöglicher Geschwindigkeit und das Fernhalten von der Küste hingewiesen. Aufgeschreckt von den Warnmeldungen suchte der Vorsitzende der Cunard Line, Alfred Booth, am Morgen des 7. Mai den zuständigen Marineoffizier in Liverpool mit der Bitte auf, der Lusitania eine weitere, deutliche Warnung zukommen zu lassen. Der Bitte wurde entsprochen, am 7. Mai um 11:02 Uhr empfing der Dampfer einen codierten Spruch, der nur aus einem Wort bestand: „Questor“. Dieses Wort war eine verschlüsselte Anfrage, welchen Funkcode die Lusitania verwendete; ein deutliches Zeichen, dass weitere, vertrauliche Nachrichten folgen würden. Die „Questor“-Anfrage ist von älteren Autoren häufig als verschlüsselte Weisung, Queenstown statt Liverpool anzulaufen, interpretiert worden; dieser Schluss ist mittlerweile aber sicher widerlegt. Um 11:52 Uhr und um 13 Uhr erhielt das Schiff tatsächlich weitere Funkmeldungen, in denen nicht nur die Gebiete der U-Boot-Aktivitäten genauer definiert wurden, sondern auch von einer konkreten U-Boot-Sichtung in der Nähe von Cape Clear Island berichtet wurde. Die Schiffsführung der Lusitania musste also mit hoher Wahrscheinlichkeit von einer Bedrohung durch U-Boote unmittelbar auf dem Kurs des Schiffes ausgehen.

### Die Torpedierung

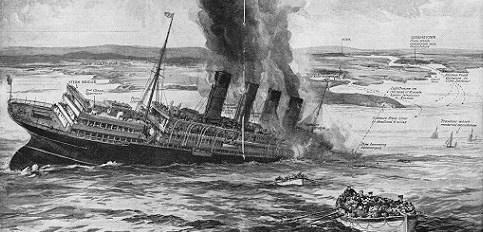
Zeichnung der britischen Illustrierten „The Sphere“ vom Untergang der Lusitania

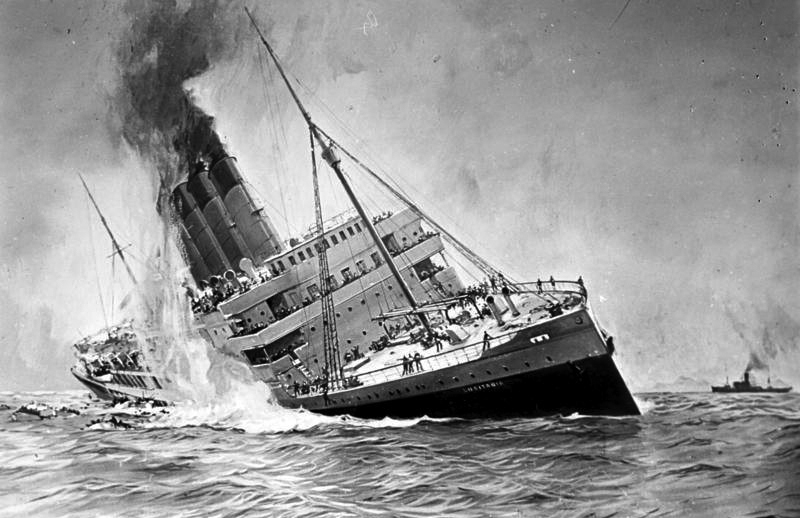
Die Versenkung der Lusitania in einer deutschen Darstellung. Im Hintergrund wird bereits ein Rettungsschiff dargestellt.

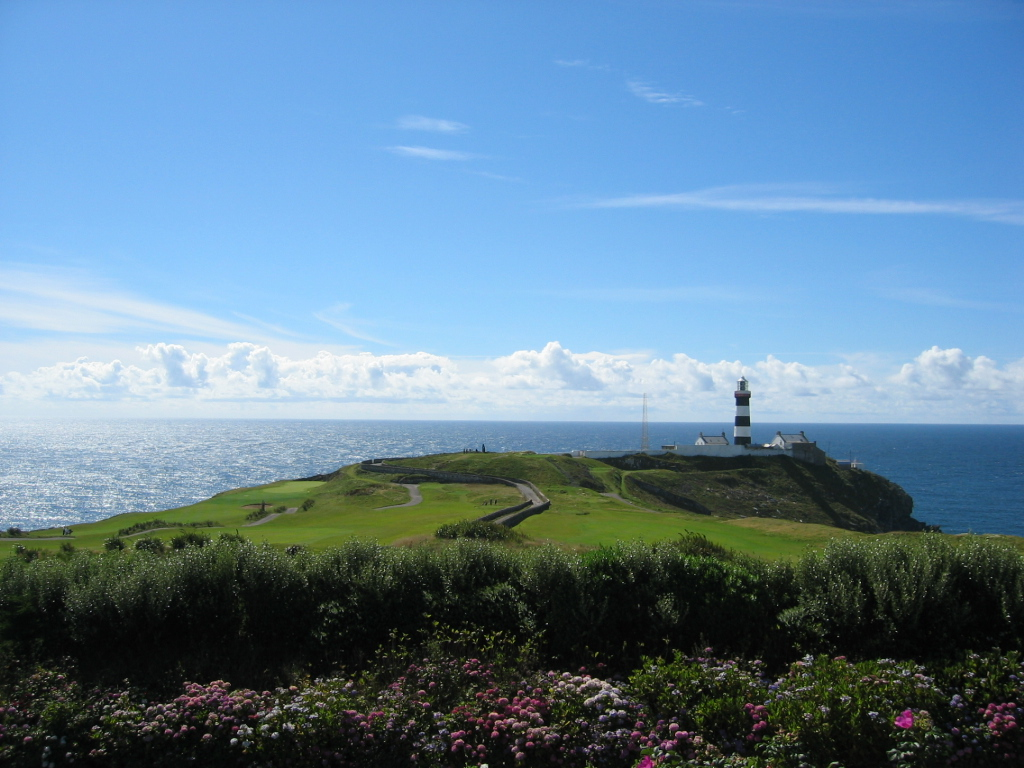
Der Leuchtturm auf Old Head of Kinsale von Norden aus gesehen. In dem rechts neben ihm erkennbaren Seegebiet liegt das Wrack der Lusitania. Der Untergang des Dampfers wurde von hier aus von mehreren Personen beobachtet.

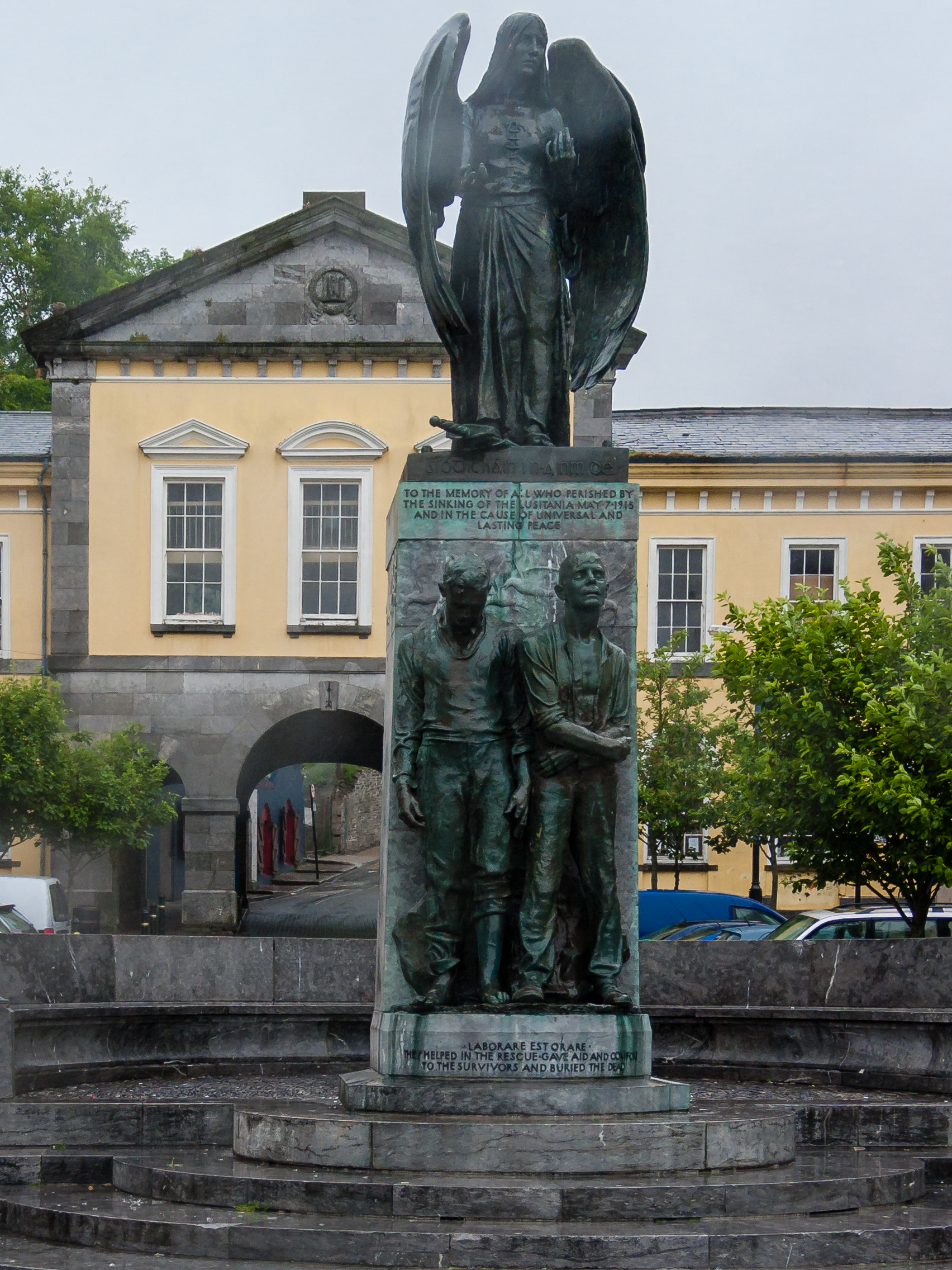
Lusitania Memorial in Cobh (ex-Queenstown), Co. Cork

Am Morgen des 7. Mai 1915 erreichte die Lusitania die Südküste Irlands. Seit 8 Uhr befand sie sich in dichtem Nebel, was die Navigation wesentlich erschwerte. Kapitän Turner entschied aufgrund der Wetterverhältnisse, die Geschwindigkeit zunächst auf 18 und kurz darauf auf 15 Knoten zu senken, und ließ jede Minute das Nebelhorn tönen; er befürchtete in dem stark von Fischerbooten frequentierten Gewässer eine Kollision. Die eindeutig den Anweisungen zuwiderlaufend niedrige Geschwindigkeit hatte noch einen weiteren Grund: Turner wollte Liverpool bei günstiger Gezeitenlage – also später als geplant – erreichen, um nicht stoppen und einen Lotsen an Bord nehmen zu müssen. Er fürchtete, sein Schiff würde unbewegt ein ideales Ziel für U-Boote abgeben. Um sich in dem Nebel besser zurechtzufinden, steuerte er die Lusitania zudem dicht unter Land, um sich an der irischen Küste orientieren zu können. Gegen 10 Uhr begann sich der Nebel um sie aufzulösen, und im Dunst wurden die Umrisse von Land sichtbar.
Der Kapitän des britischen Kreuzers Juno hatte um 07:45 Uhr die Warnung erhalten, dass sich in diesen Gewässern U-Boote aufhielten, und eilte nach Queenstown zurück. Nach 11:02 Uhr muss die Lusitania von Valentia Station folgende neue Warnung erhalten haben: „U-Boote aktiv im südlichen Abschnitt Irischer Kanal; letzte Meldung 20 Meilen südlich Feuerschiff Coningbeg“.
Um 11:50 Uhr fuhr die Juno über U 20 hinweg, das vorher wegen eines im Nebel gesichteten kleinen Fischdampfers getaucht war. Seine anschließende Verfolgung blieb wegen hoher Fahrt und Zickzackkurs des Kreuzers erfolglos. Die Juno verschwand in Richtung Queenstown.
Kurz vor Mittag wurde von der Lusitania aus backbord voraus eine Landzunge gesichtet, die Turner vermutlich fälschlich für Brow Head hielt. Gegen Mittag liefen die Maschinen der Lusitania mit 120 Umdrehungen, was für 18 Knoten genügte. Dabei wurde auf erhöhten Dampfdruck geachtet, um die Geschwindigkeit bei Bedarf steigern zu können. Die Sicht war inzwischen gut, die letzten Reste des morgendlichen Nebels waren verschwunden, und die See war spiegelglatt. Gegen 12:40 Uhr erhielt Kapitän Turner folgende neue Warnung: „U-Boote 5 Meilen südlich von Cape Clear, bei Sichtung gegen 10 Uhr mit westlichem Kurs“. Diese Position musste die Lusitania jedoch schon lange passiert haben.
Das Entschlüsseln des Funkspruchs erforderte einige Zeit, da ein neuer Code verwendet wurde. Turner nahm wegen der U-Boot-Warnung Kurs 67° Ost, um in Landnähe zu bleiben. Bis an sein Lebensende blieb er bei seiner Aussage, er sei durch den Funkspruch angewiesen worden, Queenstown anzulaufen. Die Admiralität bestritt mindestens bis 1972 (Veröffentlichung von Colin Simpsons Die Lusitania) vor 4 Gerichtshöfen, dass zu dieser Zeit irgendein Funkspruch an die Lusitania gesendet worden sei.
U 20 tauchte um 12:45 Uhr wieder auf. Die Sicht war ausgezeichnet geworden, die See ruhig.
Gegen 13 Uhr wurde von der Lusitania aus eine Landspitze gesichtet, die von Turner für Galley Head gehalten wurde. Gegen 13:40 Uhr wurde auf der Lusitania Old Head of Kinsale mit seinem markanten Leuchtturm ziemlich eindeutig identifiziert und damit Klarheit über ihre ungefähre Position hergestellt. Sie drehte anschließend nach Steuerbord auf ihren ursprünglichen Kurs 87° Ost zurück. Kapitän Turner war jedoch noch unsicher bezüglich seiner genauen Position.
Er beschloss, Kurs auf das Feuerschiff Coningbeg zu nehmen, um eine zeitaufwändige Vierstrichpeilung auf den Leuchtturm Old Head of Kinsale an der Backbordseite vorzunehmen und so seine exakte Position festzustellen. Um das nautische Manöver ausführen zu können, musste das Schiff etwa vierzig Minuten lang parallel zum Land steuern. Das Einhalten des vorgeschriebenen Zickzackkurses war somit nicht möglich. Nach übereinstimmender Meinung von Experten hätte jedoch eine einfache Kreuzpeilung über 3 Minuten genügt. Das Schiff befand sich nun in etwa zwölf Meilen Entfernung vom Land und fuhr mit einer Geschwindigkeit von 18 Knoten. Gegen 13:50 Uhr wurde damit begonnen, den Leuchtturm anzupeilen. Das Feuerschiff Coningbeg war noch etwa 4 Stunden entfernt.
U 20 hatte die Rauchwolke der Lusitania etwa um 13:20 Uhr (14:20 MEZ), von Westen kommend, in geschätzten zehn oder elf Kilometern Entfernung ausgemacht und anschließend einen großen Passagierdampfer mit 4 Schornsteinen und zwei Masten erkannt. Der nun eingeleitete Angriff auf das Schiff entsprach grundsätzlich Richtlinien der deutschen Marineführung. In „Anhaltspunkte für die U-Boote bei Durchführung des Handelskrieges“, vom Admiralstab am 12. Februar 1915 erlassen, heißt es: „Es liege im militärischen Interesse, den U-Boot-Krieg so wirksam wie möglich zu machen. Daher sei es nicht angebracht, vor der Vernichtung unzweifelhaft feindlicher Passagierdampfer zurückzuschrecken. Deren Verlust werde vielmehr den allergrößten Eindruck machen.“
Während U 20 wieder getaucht mit 9 Knoten Fahrt versuchte, in Schussposition zu kommen, schien das Schiff, das anhand der britischen Schiffshandbücher Jane’s Fighting Ships und Brassey’s Naval Annual rasch als Lusitania oder Mauretania identifiziert worden war, nach einer Kursänderung in zwei Meilen Entfernung zunächst zu weit vom Kurs des U-Bootes abzuweichen, um noch angegriffen werden zu können. Die Lusitania änderte ihren Kurs jedoch erneut und fuhr nun auf dem für U 20 günstigsten Kurs auf Schussposition. U 20 wartete nach kurzer schneller Anfahrt ab, und der Kommandant, Kapitänleutnant Walther Schwieger, gab um etwa 14:10 Uhr seinem Wachoffizier, Raimund Weisbach, den Befehl, einen Torpedo auf eine Entfernung von 700 Metern zu lösen. Die Schiffsgeschwindigkeit hatte er hierfür mit etwa 22 Knoten bestimmt, die Torpedogeschwindigkeit betrug 38 Knoten, rund 19,5 Meter pro Sekunde. Berichte über eine angebliche Befehlsverweigerung eines oder mehrerer Besatzungsmitglieder von U 20 im Zusammenhang mit dem Torpedoabschuss sind unglaubwürdig.
Zwar wurde der anlaufende Torpedo rasch von einem der Zusatzausgucks am Bug der Lusitania gesichtet und durch Zuruf an die Brücke gemeldet, doch diese Warnung erhielt kein Gehör, und der Ausguck verließ seinen Posten, um seinen Bruder, der sich unter Deck befand, zu warnen. Da die Luftblasen des auf 3 Meter Lauftiefe eingestellten Torpedos bei ruhiger See 6,5 bis 8 Sekunden benötigten, um bis zur Wasseroberfläche aufzusteigen, musste er die Schiffswand 9 Sekunden vor dem Zeitpunkt treffen, den seine Blasenbahn an der Wasseroberfläche optisch anzeigte. Als dann aus dem Krähennest eine weitere Warnmeldung an die Brücke erging, war es für ein Ausweichmanöver zu spät. Der Torpedo traf die Steuerbordseite der Lusitania an einem prekären Punkt zwischen dem „Kesselraum Eins und seinem anschließenden Querbunker. Meerwasser drang in das Orlopdeck und die Kohlebunker“ ein. Durch diesen „äusserst unglücklichen Treffer“, dessen Wirkung durch eine vermutliche Kohlenstaubexplosion verstärkt wurde, wurde die gesamte Konstruktion so schwer verformt, dass das Schiff unterging.
Da die Wasserfontäne nach der Torpedoexplosion erst vielleicht 18 Meter hoch aufstieg, ehe sie wieder herabstürzte, wobei sie Rettungsboot Nummer 5 zerschlug, ließen sich die meisten Augenzeugen und selbst der Kommandant von U 20 aufgrund der tatsächlichen Schiffsgeschwindigkeit von 18 Knoten über die tatsächliche Position des Torpedotreffers unterhalb der Wasserlinie des Schiffs irreführen. Der Torpedo soll das Schiff etwa auf Höhe der Kommandobrücke getroffen und Kohlenbunker für Kesselraum Nr. 1 auf einer Fläche von etwa 18 m² aufgerissen haben. Innerhalb von 10 Sekunden bekam das Schiff nach Aussage von Kapitän Turner eine Schlagseite von 15°, die es fast unmöglich machte, noch an Deck zu stehen. Kurze Zeit später gab es eine zweite, wesentlich stärkere Explosion, die das Sinken des Schiffes beschleunigte.

### Der Untergang derLusitania

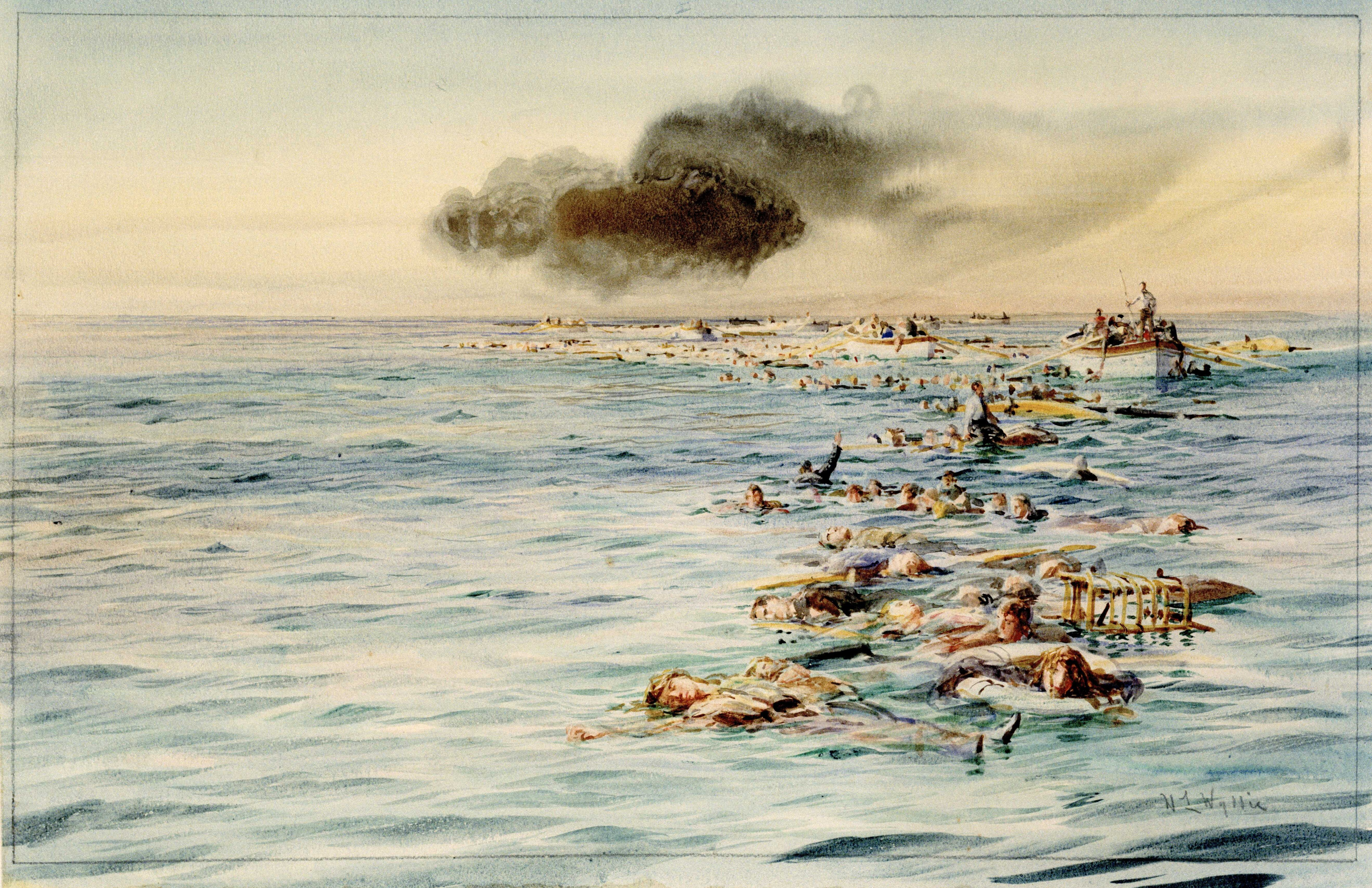
Zeitgenössische Zeichnung der Situation an der Untergangsstelle kurz nach dem Untergang der Lusitania

Nach den Explosionen herrschten auf dem Schiff chaotische Zustände. Die Wucht des Torpedoeinschlags schleuderte eine Wassersäule in die Luft, die das Rettungsboot Nr. 5 mit sich riss und eine Flut von Trümmern auf das Deck niederregnen ließ. Im Schiffsinneren hagelte es Glas; Mobiliar und kleinere Gegenstände wurden durch die Luft geschleudert, Menschen stürzten Treppen hinunter. Die Passagiere stürmten zu den Treppenaufgängen, wobei sie sich gegenseitig schubsten und niedertrampelten. Das Schiff entwickelte rasch eine Steuerbordschlagseite von 20°, wodurch diese Schiffsseite schon nach wenigen Minuten fast auf der Höhe der Wasseroberfläche war, während die Backbordseite hoch in die Luft ragte.
Verzweifelt war die Situation der Kinder. Nach den damaligen Gepflogenheiten durften die Kinder nicht an den Mahlzeiten in den Speisesälen teilnehmen. Sie wurden in separaten Räumen von Stewardessen verköstigt. An diesem Freitag kurz nach 14 Uhr befanden sich die meisten Kinder unter Deck und nahmen ihr Essen ein, während ihre Eltern teilweise bereits fertig waren und an Deck flanierten. Durch die starke Schlagseite war es den meisten Eltern nun nicht mehr möglich, ihre Kinder aus dem Schiffsinneren zu holen. Die Kinder, welche auf das Bootsdeck gelangten, wurden dort im Gedränge erdrückt oder starben im eiskalten Atlantikwasser. Von den 129 Kindern kamen 94 ums Leben.
Passagiere, die das Bootsdeck erreichten, drängten in Panik zu den Booten, die von der unerfahrenen Besatzung nur unter großen Schwierigkeiten klargemacht wurden. Auf der Backbordseite rissen sich aufgrund der Neigung einige Boote aus den Davits und schlugen binnenbords in die Decksaufbauten, wobei sie wartende Passagiere auf dem Bootsdeck erdrückten. Die Explosionen hatten im Inneren des Schiffes solche Schäden angerichtet, dass seine Fahrt nicht gestoppt werden konnte. Das erschwerte das Fieren der Boote zusätzlich und führte dazu, dass sich die Lusitania selbst unter Wasser drückte. Die Boote, die über die Deckkante geschwungen werden konnten, polterten die mit Nieten besetzte Außenhaut des Schiffes herab, überschlugen sich, warfen die Insassen ins Meer und zerschellten auf der Wasseroberfläche. Viele der Rettungsboote stürzten auch unbesetzt von Bord.
Außerdem fiel nach rund fünf Minuten der Strom aus, wodurch die Kabinengänge im Dunklen lagen, Fahrstühle steckenblieben und darin befindliche Passagiere einschlossen. Der Zusammenbruch der elektrischen Systeme hatte weitere, gravierende Auswirkungen: Die Schotttüren im Schiffsrumpf, die die wasserdichten Abteilungen hätten verriegeln können, konnten nicht mehr geschlossen werden. Die Rudermaschine fiel aus, wodurch die Lusitania manövrierunfähig wurde und ein Versuch Kapitän Turners, das sinkende Schiff in Richtung Küste zu steuern und auf Grund zu setzen, zum Scheitern verurteilt war. Es konnten nur zwei Notrufe abgesetzt werden, die von der Funkstation in Queenstown aufgefangen wurden. In ihnen bat man um sofortige Hilfe und meldete die große Schlagseite, die Torpedierung wurde allerdings mit keinem Wort erwähnt.
Die wenigen Rettungsboote, die besetzt und heil das Wasser erreichten, wurden durch die Vorwärtsbewegung der sinkenden Lusitania mitgerissen und stürzten in dahinter befindliche Boote und treibende Trümmer. Das Schiff legte sich währenddessen immer weiter auf die Steuerbordseite. Nur 18 Minuten nach den beiden Explosionen sank die Lusitania um 14:28 Uhr auf der Position 51° N, 9° W Das Schiff glitt in einem sehr flachen Winkel unter Wasser, sodass das letzte, was Überlebende von ihm erkennen konnten, die aufragenden Schornsteine und die beiden Masten waren. Als die Schornsteine unter Wasser gerieten, saugten sie alles ein, was sich in der Nähe befand. Auch zahlreiche im Wasser treibende Menschen wurden eingesaugt und rußgeschwärzt wieder ausgestoßen, was nur wenige überlebten. Andere Passagiere wurden durch den Sog der Bullaugen unter Wasser gedrückt und zurück ins Schiff gesaugt. Gekenterte Rettungsboote und zahllose Leichen trieben im Wasser. Oliver Bernard fertigte für eine britische Zeitung eine Serie von Zeichnungen vom Untergang des Schiffes an.
Es entstand ein verzweifelter Kampf um Schwimmwesten und Plätze in den wenigen Booten, die sich über Wasser halten konnten. Erst nach 18 Uhr, fast vier Stunden nach dem Untergang, trafen die ersten Rettungsschiffe am Unglücksort ein; überwiegend handelte es sich dabei um kleinere Fischereifahrzeuge und Hilfseinheiten der Royal Navy. Die meisten konnten nur noch Tote bergen, darunter viele Frauen und Kleinkinder. Die letzten Überlebenden wurden nach Einbruch der Dunkelheit gerettet. Insgesamt kamen 1.198 Menschen ums Leben, darunter 94 Kinder und 287 Frauen. Unter den Todesopfern befanden sich 128 Amerikaner.
Die 761 zum Teil verletzten und unterkühlten Überlebenden wurden in das nahe gelegene Queenstown gebracht und in verschiedenen Krankenhäusern, Hotels und Privathaushalten untergebracht. Aus dem Rathaus wurde ein improvisiertes Leichenschauhaus, das sehr schnell voll war und auf einen Schuppen im Hafen und die Hinterzimmer des örtlichen Cunard-Büros ausgedehnt werden musste. Noch Tage später wurden Leichen geborgen. Hinsichtlich der Opferzahlen gilt die Versenkung der Lusitania als die größte Schiffskatastrophe im Ersten Weltkrieg.

### Die zweite Explosion
Die Überlebenden und das Kriegstagebuch von U 20 berichten übereinstimmend, dass es kurz hintereinander zwei Explosionen gegeben hatte. Laut Schwiegers Aussage, den von Room 40 entschlüsselten Funkmeldungen und dem Kriegstagebuch von U 20 wurde jedoch nur ein Torpedo geschossen.
Die zweite Explosion war so stark, dass sie den Kiel des Dampfers durchschlug. Von zentraler Bedeutung war daher in der Vergangenheit die Frage nach der Ursache der zweiten Explosion. Die Angaben hierzu gehen auseinander. In der Literatur werden eine Munitionsexplosion im vorderen Laderaum, eine Explosion dort transportierten Aluminiumstaubes, eine Kohlenstaubexplosion und eine Dampfkesselexplosion als jeweils wahrscheinlichste Ursache genannt.
Diesbezügliche Untersuchungen des Wracks lieferten keine eindeutigen Ergebnisse. Es liegt in großen Teilen auf der Steuerbordseite, auf der der Torpedotreffer erfolgt ist, und zerfällt langsam. Der Zugang wird durch daran verhakte Fischernetze behindert. Die Irische Regierung hat zudem die Berührung oder Hebung des Wracks untersagt. Die genaue Position des Torpedotreffers konnte bisher nicht zweifelsfrei festgestellt werden.

### Opfer des Untergangs

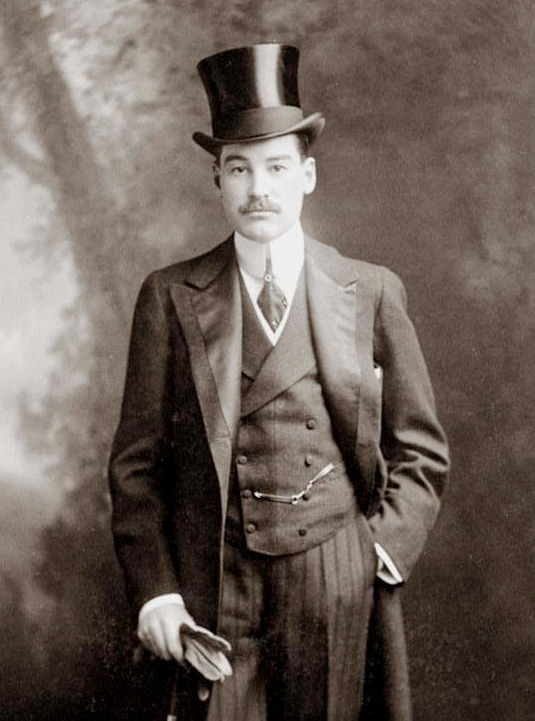
Der amerikanische Millionär Alfred Vanderbilt gehörte zu den bekanntesten Opfern des Untergangs

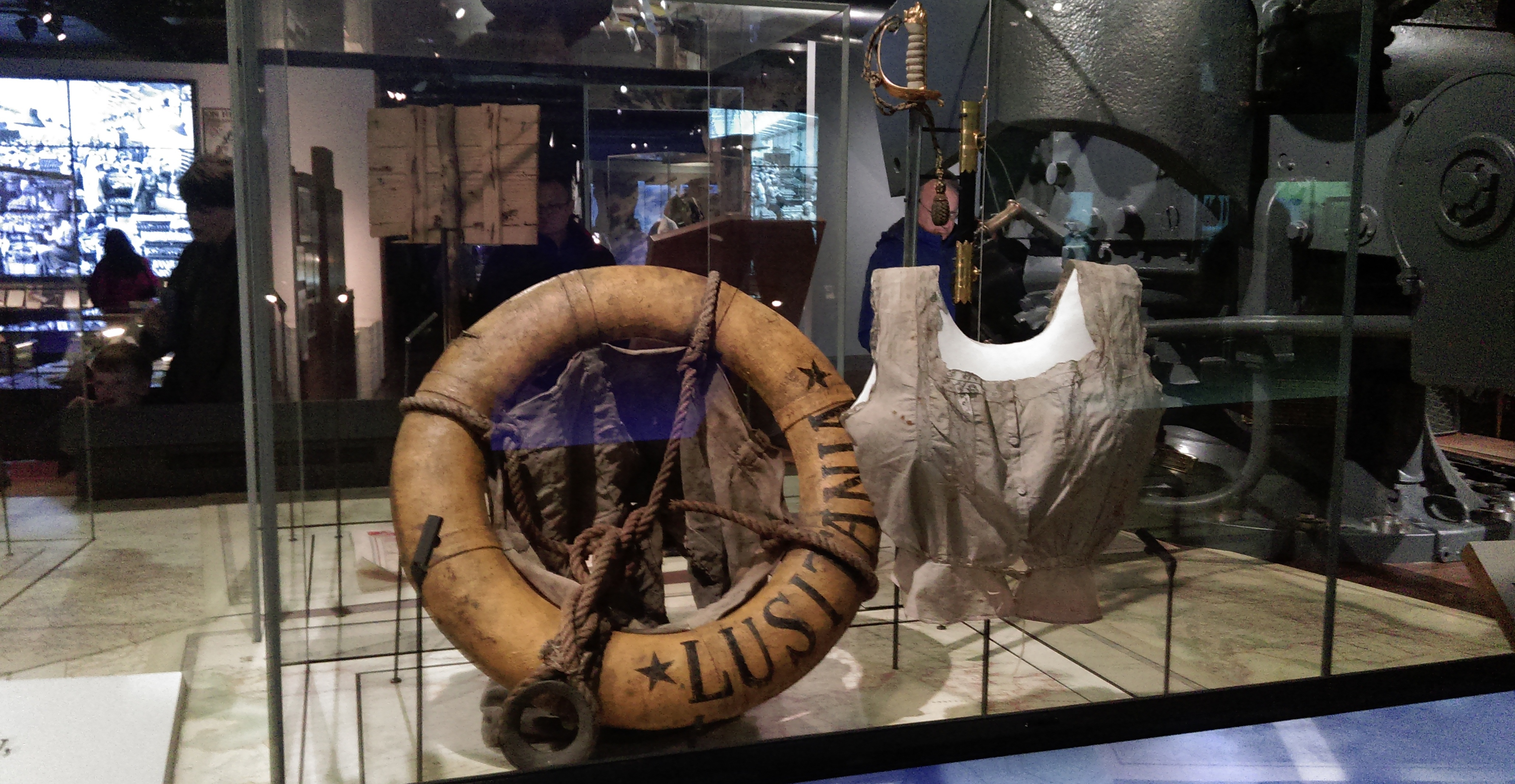
Rettungsring der Lusitania im Imperial War Museum, London

An Bord der Lusitania befanden sich zahlreiche bekannte Persönlichkeiten des öffentlichen Lebens, die damals großen Status genossen und international bekannt waren. Zu den Vertretern britischen Adels, der amerikanischen Hochfinanz, des Showbusiness und der Geschäftswelt, die durch die Katastrophe ums Leben kamen, zählten u. a.:
- Lindon Bates (1883–1915), amerikanischer Ingenieur, Ökonom und Autor
- Albert Bilicke (1861–1915), amerikanischer Bauunternehmer und Investor
- Alexander Campbell (1871–1915), schottischer Destillateur und Manager von Dewar’s
- William B. Cloete (1851–1915), britischer Geschäftsmann und Ökonom, Gründer der The New Sabinas Company
- Paul Crompton (1871–1915), Präsident der Booth Steamship Company, seine Ehefrau, ihre sechs Kinder und das Dienstmädchen
- Robert E. Dearbergh (1867–1915), englischer Wissenschaftler und Vize-Präsident der Earp-Thomas Farmogerm Company
- Marie Depage (1872–1915), belgische Diplomatin und Gründerin der L’École Belge d’Infirmières Diplômées
- Justus Forman (1875–1915), amerikanischer Schriftsteller und Bühnenautor (The Hyphen)
- Charles Frohman (1860–1915), amerikanischer Theaterproduzent (Peter Pan)
- Edgar E. Gorer (1872–1915), britischer Geschäftsmann und Kunsthändler, Gründer des Londoner Unternehmens Gorer
- Amelia Herbert (1856–1915), amerikanische Theaterschauspielerin (Jane Eyre, Three Wives)
- Albert L. Hopkins (1871–1915), amerikanischer Schiffbauer, Präsident der Newport News Shipbuilding and Drydock Company
- Alice Moore Hubbard (1861–1915), amerikanische Frauenrechtsaktivistin und Autorin, Ehefrau von Elbert Hubbard
- Elbert Hubbard (1856–1915), amerikanischer Schriftsteller und Satiriker, Begründer von Roycroft
- Carrie Kennedy (1862–1915), amerikanische Modedesignerin
- Charles Klein (1867–1915), englischer Schauspieler und Bühnenautor (The Lion And The Mouse)
- Sir Hugh Lane (1875–1915), irischer Kunstmäzen, Gründer der Dublin City Gallery
- Basil Maturin (1847–1915), britischer katholischer Geistlicher, Autor und ehemaliger Rektor der St. Clement’s Church in Philadelphia
- Frederico G. Padilla (1880–1915), mexikanischer Politiker, Generalkonsul für Mexiko im Vereinigten Königreich
- Frederick Pearson (1861–1915), amerikanischer Bauunternehmer und Manager, Erbauer des Damms von Medina und seine Frau Mabel Pearson.
- Charles Plamondon (1856–1915), amerikanischer Großindustrieller und seine Frau Mary
- Mary Crowther Ryerson (1860–1915), Ehefrau von Generalmajor George Ryerson, Gründer des Kanadischen Roten Kreuzes
- Anne Shymer (1879–1915), amerikanische Chemikerin und Präsidentin der United States Chemical Company
- Joseph Foster Stackhouse (1873–1915), britischer Polarforscher und Entdeckungsreisender
- Herbert Stone (1872–1915), amerikanischer Redakteur und Verleger, Vorsitzender des Verlags H. S. Stone & Company, Begründer der Zeitschriften The Chap Book und The House Beautiful
- Frances Stephens (1851–1915), Witwe des kanadischen Ministers George Washington Stephens
- Alfred Gwynne Vanderbilt (1877–1915), amerikanischer Millionär und Pferdezüchter
- Lothrop Withington (1856–1915), britischer Historiker, Genealoge und Schriftsteller
- Catherine Dougall (1891–1915), Nichte des Schriftstellers Eugène Marais

In den Tagen und Wochen nach dem Untergang wurden etwa 280 Leichen geborgen. Die meisten Toten wurden in drei großen Massengräbern auf dem Clonmel Cemetery in Cobh (damals Queenstown) beigesetzt. Eine Identifizierung war bei vielen der geborgenen Toten nicht mehr möglich. Um viele vermisste Passagiere entstand große Unruhe. Die Familie des New Yorker Millionärs Alfred Vanderbilt bot eine Million Pfund für das Auffinden seiner Leiche. Sie wurde trotzdem nie gefunden.
Der Amerikanerin Leslie Lindsey Mason, Tochter des Millionärs William Lindsey, ist in der Emmanuel Episcopal Church in Boston eine Kapelle gewidmet.

### Überlebende des Untergangs
Unter den Geretteten befanden sich viele zeitgenössische Prominente wie die französische Schauspielerin Rita Jolivet, der walisische Politiker David Alfred Thomas, die amerikanische Architektin Theodate Pope Riddle, der amerikanische Automobilfabrikant Charles Jeffery, der amerikanische Geschäftsmann George Kessler, der britische Bühnenbildner Oliver Bernard und die 15-jährige Virginia Loney, Alleinerbin des Loney-Vermögens. Die letzte Überlebende der Lusitania-Versenkung, Audrey Lawson-Johnston, starb im Januar 2011. Zuvor verstarb die US-Amerikanerin Barbara McDermott (* 1912, damals Barbara Anderson) am 12. April 2008 in Wallingford, Connecticut.

## Auswirkungen auf die US-Außenpolitik

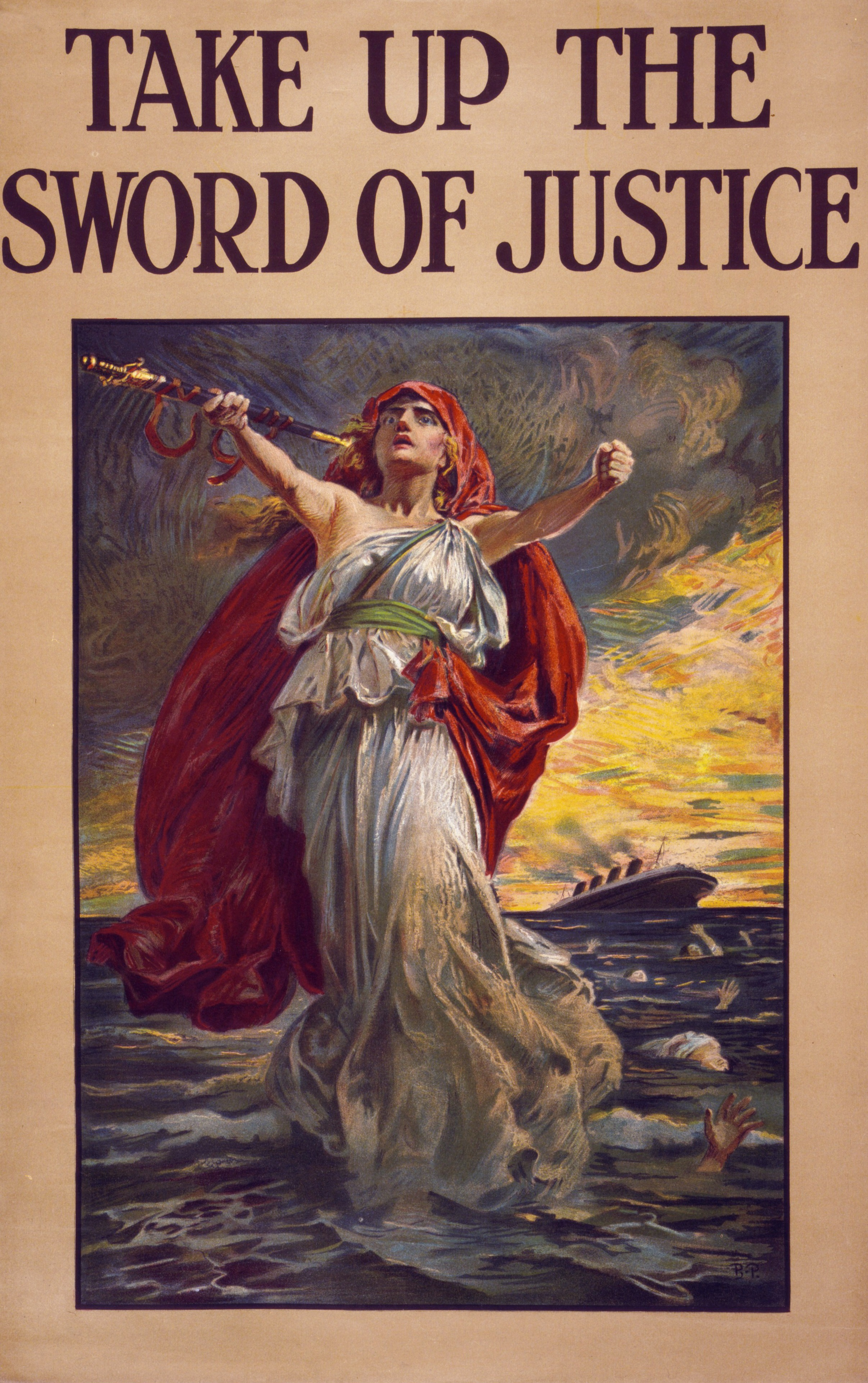
Propaganda: Ein britisches Rekrutierungsplakat fordert zur Rache für die Versenkung der Lusitania auf.

Schon seit Kriegsbeginn hatte der konservative Demokrat und stellvertretende US-Außenminister Robert Lansing mit der Entente sympathisiert. Dies unterschied ihn vom amtierenden Außenminister William Jennings Bryan, der eine ausgleichende Haltung einnahm. Nach 1914 war Lansings Verhalten gegenüber deutschen Protestnoten, die Waffenverkäufe der neutralen USA an Großbritannien verurteilten, entsprechend. Nach Vorlage des deutschen Kompromissangebotes in dieser Angelegenheit am 16. Februar 1915 erklärte er, dass der bei den Deutschen entstandene Eindruck, die USA würden die Briten bevorzugt behandeln, als ein Zeichen für die Unterlegenheit der deutschen Marine zu deuten war und dass es nicht Sache der USA sei, für eine Chancengleichheit der Kriegsparteien einzutreten. Die deutsche Drohung, einen uneingeschränkten U-Boot-Krieg zu beginnen, sah er als Täuschungsmanöver. Lansings Meinung über die deutsche U-Boot-Waffe war vielmehr, dass auch die Deutschen nicht an deren Erfolg glaubten. Nach Verschärfung der Seeblockade durch die Entente nutzte Lansing auch diese Möglichkeit, seine „wohlwollende Neutralität“ unter Beweis zu stellen, indem er erklärte, dass nun, da für deutsche Schiffe jeder Handel unmöglich gemacht sei, alle deutschen Aktivitäten auf See kriegerischen Zwecken dienen würden. Alle in den USA liegenden deutschen Schiffe sollten jetzt nur noch mit Erlaubnis der amerikanischen Regierung in See stechen dürfen.
Nach Versenkung des britischen Dampfers Falaba am 28. März 1915 durch ein deutsches U-Boot, bei der auch ein amerikanischer Passagier umkam, sprach Lansing von Kriegsverbrechen und Mord. US-Präsident Woodrow Wilson schwankte nun zwischen der auf Ausgleich bedachten Haltung Bryans, der erklärte, dass sich Amerikaner aus der Kriegszone heraushalten müssten, und der Lansings, dem er prinzipiell zustimmte. In der Folge begann Lansing, seinen direkten Vorgesetzten Bryan offen anzugreifen. Sein Einfluss auf außenpolitische Entscheidungen wuchs. Er glaubte nun an eine Gefährdung der amerikanischen Sicherheit und fürchtete ein deutsch-japanisches Bündnis. Die wenige Tage vor dem Auslaufen der Lusitania erfolgte Warnung der deutschen Botschaft an amerikanische Staatsbürger, sich aus der U-Boot-Kriegszone fernzuhalten, sah Lansing als Bestätigung seiner Einschätzung, die Deutschen würden einen Bruch mit den USA suchen.
Mit der Versenkung der Lusitania und dem Tod von 128 US-Bürgern entzog Wilson seinem Außenminister das Vertrauen und übernahm die Haltung Lansings. Der begann sofort, gegenüber Deutschland einen schärferen Ton anzuschlagen. Bryan und andere Politiker, die sich gegen diesen Weg stellten, wurden von ihren Kabinettskollegen sehr schnell isoliert. Der Außenminister hatte noch am Abend der Versenkung eine Kommission beauftragt, die dem längst vorhandenen Verdacht nachgehen sollte, dass die Briten militärische Munition geladen hätten. Bereits am nächsten Tag stand nach Überprüfung der Ladepapiere fest, dass die Lusitania 4200 Kisten Munition und rund 1250 Kisten Geschosshülsen an Bord gehabt hatte. Wilson selbst verfügte, dass ein entsprechender Bericht im Geheimarchiv des US-Schatzamtes unter Verschluss zu nehmen sei, und ließ Protokolle mit Aussagen überlebender Seeleute und Passagiere beseitigen.
Kurz nach der Versenkung ließ die deutsche Regierung eine Mitteilung herausgeben, worin sie den Verlust an Menschenleben bedauerte, jedoch erklärte, keine Verantwortung dafür übernehmen zu können. Großbritannien hätte Deutschland durch die Seeblockade („Aushungerungsplan“) zu solchen Verhaltensweisen gezwungen. Die Lusitania sei dazu noch „mit gefährlicher Geschützstärke ausgerüstet“ gewesen, wie die britische Presse berichtet hätte. Zudem sei bekannt, dass die schnellen britischen Cunard-Dampfer Mauretania und Lusitania „infolge ihrer Schnelligkeit als besonders geschützt gegen Unterseebootangriffe betrachtet und mit Vorliebe zum Transport von Kriegsmaterial benutzt wurden.“ In Deutschland wurden Gedenkmedaillen geprägt, auf denen die sinkende Lusitania bewaffnet zu sehen war. Die erste von Karl Goetz gestaltete Lusitania-Medaille trug irrtümlich den 5. Mai 1915 als Datum der Torpedierung. Als eine in der New York Times veröffentlichte Abbildung großes Aufsehen erregte, beschloss die britische Regierung, diese Medaille zur Gegenpropaganda zu nutzen und Nachprägungen in den Umlauf zu bringen. Durch das frühe Datum sollte die Versenkung als geplanter Angriff dargestellt werden. Als Reaktion auf die in hohen Auflagen geprägten britischen Medaillen wurden auf deutscher Seite Versionen mit korrigiertem Datum ausgegeben.
In Hinblick auf die nachgewiesene Munitionsladung äußerte sich Bryan gegenüber Wilson, dass es das Recht der Deutschen sei, Konterbanden zu bekämpfen, und es nicht angehen könne, Passagiere, Frauen und Kinder als Schutzschilde zu missbrauchen. Ähnlich sah dies auch die amerikanische Bevölkerung, die trotz der Tragödie keinen Anlass für eine Verstrickung in den europäischen Krieg sah. Lansing widersprach. Auch der Hinweis auf die geladene Munition war für ihn in dieser Angelegenheit irrelevant, und er drohte mit dem Abbruch der Beziehungen zu Deutschland, wenn dieses nicht alle amerikanischen Forderungen erfüllen würde. Lansings Haltung war nun mit einer Neutralitätspolitik nicht mehr vereinbar. Nach einer scharfen Debatte während der Kabinettssitzung am 11. Mai 1915, bei der Bryan keine Mehrheit für seine ausgleichenden Ansichten gewinnen konnte, willigte er entgegen seiner Überzeugung in die „Erste Lusitania-Note“ ein, forderte jedoch, eine abschwächende Erklärung zu dieser Note in der Presse erscheinen zu lassen, was Colonel Edward Mandell House, der damalige Kriegsminister, und andere Politiker durch eine Intervention bei Wilson vereitelten. Wilson bat Bryan deshalb am 13. Mai, die Erklärung zurückzuziehen. Am 15. Mai wurde daraufhin die Lusitania-Note ohne verständigende Zusätze übermittelt.
Die Note geht davon aus, dass es das Recht amerikanischer Bürger ist, auf einem Schiff ihrer Wahl überall hinzureisen und dabei nicht gefährdet zu werden. Die deutsche Warnung einige Tage vor Abfahrt der Lusitania, die diese Rechte aufgrund der Fahrt durch Kriegsgebiet einschränken würde, wurde in der Note als Ankündigung gedeutet, dass eine ungesetzliche Handlung begangen werden sollte. Diese Ankündigung könne jedoch nicht als Entschuldigung oder Milderung der Handlung angesehen werden.
Nachdem auch eine Zweite Lusitania-Note in aller Schärfe den Angriff des deutschen U-Boots als Verbrechen darstellte und in ihrer Form einem Ultimatum glich, das die USA in einen Krieg hätte stürzen können, trat Bryan als Außenminister zurück.
Trotzdem zögerten die USA, sich aktiv am Weltkrieg zu beteiligen. Erst nach der Wiederaufnahme des uneingeschränkten U-Boot-Krieges, der Versenkung der Laconia sowie dem Bekanntwerden der Zimmermann-Depesche erklärten die USA am 6. April 1917 Deutschland den Krieg – fast zwei Jahre nach der Versenkung der Lusitania.

## Verschwörungstheorie
Einige Sachbuch- und Drehbuchautoren, Journalisten und auch revisionistische Historiker vertreten die Verschwörungstheorie, die britische Admiralität unter dem Minister Winston Churchill habe die Lusitania absichtlich vor das deutsche U-Boot gelotst und/oder ihren Schutz vernachlässigt. Sie habe amerikanische Todesopfer bewusst einkalkuliert, um in der US-Öffentlichkeit den Unmut gegen Deutschland zu schüren und ihre Unterstützung für den Kriegseintritt der USA auf Seiten der Entente zu gewinnen. Die These stützt sich auf Ungereimtheiten in der Handlungsweise der Admiralität. So hätte sie beispielsweise den Verlust der Lusitania leicht vermeiden können, wenn sie ihr den Kurs um die Nordküste Irlands empfohlen hätte, wogegen es aber wiederum gute Gründe gab.
Belegt ist, dass es der britischen Admiralität im Dezember 1914 gelungen war, die verschlüsselten Funksprüche der deutschen Marine zu entschlüsseln. Diese Arbeit erledigte die Room 40 genannte kryptologische Abteilung. Seit Februar 1915 versetzte eine um die Küsten Englands und Irlands herum eingerichtete Kette von Funkhorch- und Peilstationen den britischen Marinenachrichtendienst nicht nur in die Lage, fast jeden Funkspruch mitzuhören, sondern auch gute Schätzungen abzugeben, woher er kam.
Am 5. Mai 1915, zwei Tage vor dem Untergang, fand gemäß der Verschwörungstheorie eine Lagebesprechung in der britischen Admiralität statt, in der auch die Position von U 20 ein Thema war. Das deutsche U-Boot befand sich nahe jener Position bei Fastnet, an der der britische Kreuzer Juno den Geleitschutz für die Lusitania übernehmen sollte. Nach dem Eintrag, demzufolge Vizeadmiral Henry Oliver erklärte, dass der wartende Kreuzer ohne Zerstörer-Eskorte einer deutschen U-Boot-Attacke wenig entgegensetzen könnte, bricht das Kriegstagebuch der Admiralität ab. Kurz nach Mittag am 5. Mai befahl die Admiralität der Juno durch Funkspruch, ihre Geleitschutzmission abzubrechen und nach Queenstown zurückzukehren, ohne Kapitän Turner zu unterrichten. Die Verantwortung hierfür komme in erster Linie Churchill und dem Ersten Seelord Fisher zu.
Die Lusitania sei dann ohne Richtungsänderung auf den nun verlassenen Treffpunkt zugesteuert. Erst nachdem U 20 vormittags am 6. Mai zwei andere britische Schiffe bei Fastnet versenkt habe, habe die Marinestelle in Queenstown die Lusitania am 6. Mai gegen 20 Uhr explizit vor Unterseebooten an der Südküste Irlands gewarnt. Deren Kapitän habe unbeirrt an dem von der Admiralität vorgeschriebenen Kurs festgehalten, wie es seinen Befehlen entsprach – mit Ziel Liverpool.
Ein dokumentarischer Beweis für die Vorsatzthese wurde bis heute nicht erbracht. Die Unterlagen zu dem Vorfall beim British Naval Intelligence Department sind weiterhin geheim. Andere Dokumente und Beweismaterialien wie die Unterlagen von Lord Mersey oder Akten der Cunard-Gesellschaft sind heute verschwunden, Meldungen über Funksprüche wurden durch leere Blätter ersetzt, und es gibt Anhaltspunkte dafür, dass das Kriegstagebuch von U 20 Fälschungen enthält.
Die Faktenlage spricht jedoch ganz überwiegend für die weniger spektakuläre Erklärung, dass bürokratische Schwerfälligkeit und eine gravierende Fehleinschätzung die Ursachen für unterlassene Schutzmaßnahmen waren. Eine Studie von Keith Allen bestreitet rundweg, dass die genannte Lagebesprechung am 5. Mai überhaupt stattgefunden habe, sie sei eine Erfindung („almost certainly a fabrication“) im Buch von Simpson. Diana Preston urteilt abschließend zum Verschulden auf britischer Seite, dass „die Lusitania nicht das Opfer einer Verschwörung, sondern von Selbstzufriedenheit und Nachlässigkeit“ war.
Es gibt jedoch eindeutige Beweise für Versuche der britischen Regierung und deren Admiralität, Kapitän Turner, der den vorgeschriebenen Zickzackkurs nicht befolgte, zum Sündenbock zu machen und die Aufmerksamkeit der Öffentlichkeit von der zweiten Explosion abzulenken.

## Das Wrack derLusitaniaund seine Erforschung

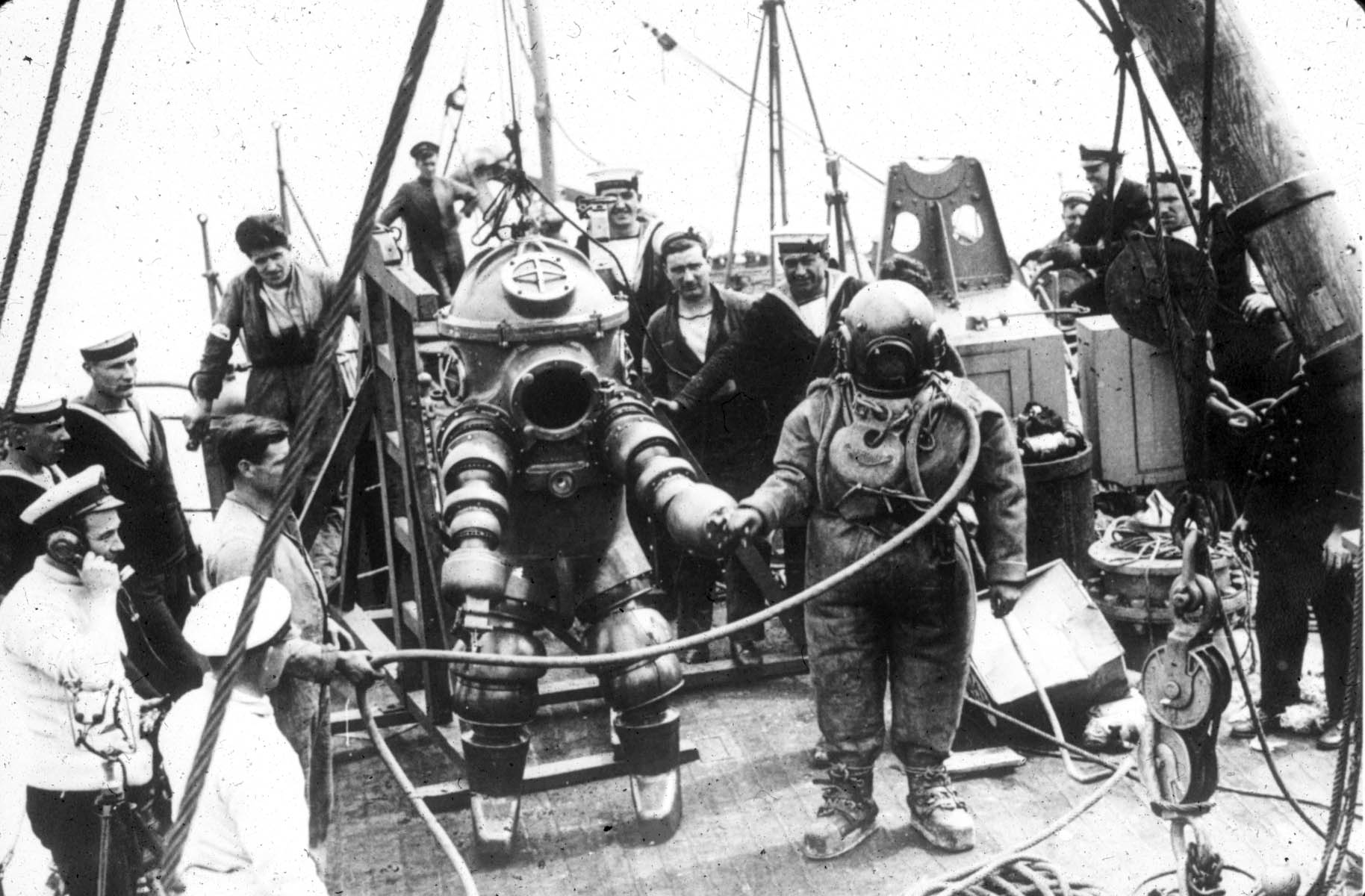
Taucher mit Tritonia Panzertauchanzug bei der Erforschung der Lusitania 1935

Die Überreste der Lusitania liegen rund 18 km südsüdwestlich der südirischen Landzunge Old Head of Kinsale in knapp 90 Metern Tiefe. Das Schiff liegt auf der Steuerbordseite, weshalb der durch den Torpedo bzw. die zweite Explosion verursachte Schaden nicht einsehbar ist. Im Lauf der Jahrzehnte hat der Rumpf viel von seiner strukturellen Integrität verloren, durch die Seitenlage des Schiffes sind die Aufbauten abgerutscht und bilden ein umfangreiches Trümmerfeld, in dem auch die Überreste der vier Schornsteine und der beiden Masten liegen. Der Rumpf ist an mehreren Stellen zerbrochen, lediglich die unmittelbare Bugsektion ist etwas nach oben gebogen und noch in einem verhältnismäßig guten Zustand. Im Gegensatz zu anderen Schiffswracks ähnlicher Größe wie dem der Titanic oder der Britannic hat das der Lusitania seine ursprüngliche Form nahezu völlig eingebüßt. Wie viele Schiffe, die in relativ flachen Küstengewässern liegen, ist auch die Lusitania an vielen Stellen von verlorengegangenen Fischernetzen eingehüllt. Der bekannte Marinemaler Ken Marschall fertigte mehrere detaillierte Abbildungen des Wracks an (siehe Weblinks).
1935 wurde die exakte Position der Lusitania vom Bergungsschiff Ophir bestimmt, und der Taucher Jim Jarrett stieg zu dem Wrack hinab. Erst 1953 erfolgten weitere Tauchgänge, und von 1960 bis 1966 führte der US-amerikanische Berufstaucher John Light eine umfassende Untersuchung des Wracks durch. Zu dieser Zeit befand sich das Schiff noch in einem relativ guten Zustand. Seit 1982 wurden regelmäßig sowohl professionelle Forschungsexpeditionen als auch Tauchgänge durch Privatpersonen durchgeführt. Die wohl bedeutendste Expedition führte 1993 Robert Ballard, der Entdecker der Titanic, zusammen mit Ken Marschall sowie den Lusitania-Experten Eric und Bill Sauder durch. Im Laufe der Jahre wurde – begünstigt durch die geringe Wassertiefe – eine Vielzahl von Wrackteilen geborgen, darunter drei der vier Propeller (einer davon wurde eingeschmolzen, um zu 3.500 Lusitania-Gedenkgolfschlägern gegossen zu werden; siehe auch Weblinks), eine Schiffsglocke, mehrere Bruchstücke der Schiffswände sowie Geschirr und Besteck. 1988 wurden die irischen Hoheitsgewässer auf die 12-Meilen-Zone ausgeweitet, und das Wrack kam unter irische Hoheit. Zuvor hatte das Wrack in internationalen Gewässern gelegen. 1995 wurde das Wrack mit einer Underwater Heritage Order zum Unterwasserkulturerbe erklärt und geschützt. Es darf nur mit deren Erlaubnis betaucht werden.
1996 erteilte der Oberste Gerichtshof Irlands F. Gregg Bemis gemäß irischem Gesetz den Anspruch auf das Wrack der Lusitania und erklärte
ihn zum

„alleinigen Inhaber aller Eigentums-, Nutzungs- und sonstiger Rechte an der RMS Lusitania samt Außenhülle, Takelungen, Ausrüstungen, Motoren und Ausstattung“

Dies beinhaltete allerdings nicht die Ladung und persönliche Gegenstände auf dem Schiff oder an der Wrackfundstelle.
Taucher fanden 2008 in dem Wrack Gewehrpatronen vom Kaliber .303 British Lee-Enfield des US-Herstellers Remington Arms. Sie schätzten die Gesamtmenge dieser Patronen auf vier Millionen. Die Patrone war das damalige Standard-Kaliber der Britischen Armee.

## Filme
- The Sinking of the Lusitania animierter Propagandafilm, 1917
- Der Fall Lusitania (Who Sank the Lusitania?). Dokumentation von Nicholas Tomalin, 1972.
- Der Untergang der Lusitania – Tragödie eines Luxusliners auf YouTube, deutsch (Sinking of the Lusitania: Terror at Sea auf YouTube, englisch). Dokumentation von Sarah Williams und Christopher Spencer, 2007, DVD

## Comics
- S.O.S. Lusitania – Die Kreuzfahrt der Überheblichen. Comic-Reihe von Kevin Kiely, 2014.

### Informationen zum Schiff
- Informationen über die Lusitania (englisch)
- Umfangreiche Informationssammlung mit Listen aller Passagiere (englisch) und detaillierten Decksplänen
- Seite mit vielen Bildern zu Bau und Innenausstattung der Lusitania lostliners.com, Memento von archive.org vom 12. Mai 2017 (englisch)
- Gemälde des Wracks der Lusitania von Ken Marschall. Im Vordergrund das Forschungs-U-Boot Delta, mit dem Robert Ballard 1993 das Schiff erkundete.
- Seite des Merseyside Maritime Museums in Liverpool zu einem der geborgenen und dort ausgestellten Propeller der Lusitania (englisch) liverpoolmuseums.org.uk, abgerufen am 1. Januar 2021
- Propagandafilm der Versenkung (1918)
- Historische Filmaufnahmen zur Lusitania europeanfilmgateway.eu
- Schweizerisches Nationalmuseum: Der Untergang der Lusitania

### Informationen zur Vorgeschichte und den Folgen der Versenkung
- Kriegstagebuch von U 20 für den Zeitraum 30. April 1915 bis 9. Mai 1915 germannavalwarfare.info, Memento von archive.org vom 3. Juli 2017
- Informationen zum Vorfall
- Detaillierte Informationen über das Geschehen (englisch)
- Artikel zum Thema von Keith Allen (englisch)
- „Secret of the Lusitania: Arms find challenges Allied claims it was solely a passenger ship“ Artikel in Daily Mail vom 20. Dezember 2008
- Antwortnote der Deutschen Regierung vom 28. Mai 1915 zur Versenkung der Lusitania
- Die „Lusitania“ war kein erlaubtes Ziel. Rezension in Die Welt, 26. Juni 2004